# حسین بن علی
حسین بن علی بن ابی‌طالب (عربی: اَلْحُسَینُ بْنُ عَلیِّ بْنِ أبی‌طالِب؛ ۳ شعبان ۴ ه‍.ق – ۱۰ محرم ۶۱ ه‍.ق) امام سوم شیعیان است و پدر سلسلهٔ امامان شیعه دوازده‌امامی از سجاد تا حجت بن الحسن و نیز امامان اسماعیلیه به‌شمار می‌رود. او با کنیه‌اش، اَباعَبدِاللّٰه، نیز شناخته می‌شود. حسین در روز عاشورا در نبرد کربلا کشته شد و به‌همین خاطر شیعیان وی را سَیِّدُالشُّهَداء نیز می‌نامند.
حسین فرزندِ علی بن ابی‌طالب و فاطمه زهرا و نوهٔ محمد بن عبدالله، پیامبر اسلام، است. او هفت سال آغازین زندگیش را در زمان حیات محمّد سپری کرد. گفته‌هایی از محمّد نقل شده است که نشان از علاقه‌اش به حسین و برادرش، حسن مجتبی، دارد؛ مانند: «حسن و حسین سرور جوانان اهل بهشتند». مهم‌ترین رویداد روزگار کودکی حسین شرکت در رویداد مباهله و نامیده شدن به عبارت «ابناءَنا» در آیهٔ مباهله است. در دوران خلافت علی بن ابی‌طالب، حسین در رکاب پدرش بود و او را در جنگ‌ها همراهی می‌کرد. سپس، به پیمان صلح برادرش با معاویه پایبند ماند و اقدامی علیه معاویه نکرد؛ ولی درخواست معاویه برای پذیرش یزید همچون ولیعهد را خلاف صلحنامه و بدعتی در اسلام شمرد و نپذیرفت.
پس از مرگِ معاویه در ۶۰ ه‍. ق، او از بیعت با یزید اجتناب کرد و با خانواده‌اش به مکه رفت و چهار ماه در آنجا ماند. اهالی کوفه که اکثراً شیعه علی بودند، از مرگِ معاویه شادمان شدند و به حسین نامه نوشتند که دیگر حکومت بنی‌امیه را تحمل نخواهند کرد و با وی بیعت کردند. حسین نیز پسرعمویش، مسلم بن عقیل، را به آنجا فرستاد تا اوضاع را بررسی کند. سپس، در نتیجهٔ اقدامات عبیدالله بن زیاد، حاکم جدید کوفه، مردم ترسیدند و مسلم را تنها گذاشتند. حسین، که از آنچه در کوفه رفته بود خبر نداشت، به رغم اصرار دوستانش، در ذیحجه ۶۰ رهسپار کوفه شد تا آنچه را خواست خداوند می‌دانست، به انجام رساند. در میانهٔ راه، سپاه کوفه به فرماندهی حر بن یزید ریاحی مسیر کاروان به سوی کوفه را سد کردند و در نتیجه، کاروان از مسیر خود منحرف شد و در روز دوم محرّم ۶۱ ه‍.ق به کربلا رسید. از روز سوم محرّم، به فرماندهی عمر بن سعد، لشکریانی از کوفه به منطقه وارد شدند. حسین صبح روز دهم محرم، عاشورا، لشکریانش را آماده کرد و سوار بر اسب رو به لشکریان ابن سعد خطابه‌ای ایراد کرد و مقامش را برای آنان شرح داد؛ ولی باز به وی گفته شد که نخست باید تسلیم یزید شود. او در پاسخ گفت که هرگز خودش را چون بَرده تسلیم نمی‌کند. بدین ترتیب، نبرد کربلا آغاز شد و شماری از دو طرف کشته شدند. پس از نیمروز، سپاهیان حسین به‌شدت تحت محاصره قرار گرفتند. با کشته شدن یاران و خاندان حسین در پیش رویَش، او تنها ماند و از سر و بازو آسیب دید و بر روی صورت به زمین افتاد و سنان بن انس نخعی یا شمر بن ذی الجوشن سرش را از تن جدا کرد. نبرد به پایان رسید و سربازان ابن زیاد رو به غارت آوردند. بعد از آن که ابن سعد محل جنگ را ترک کرد، بنی اسد تَنِ حسین و دیگر کشتگان را همان‌جا به خاک سپردند. سرِ حسین با سرهای دیگر هاشمیان، همراه با کاروان اسرا به کوفه و دمشق برده شد.
تمامی مذاهب اسلامی جز حامیان بنی‌امیه، حسین را به عنوان نوه و صحابه محمد گرامی می‌دارند. شیعیان او را امام معصوم و شهید می‌دانند. بسیاری از مسلمانان به‌خصوص شیعیان، در سالگردِ واقعهٔ کربلا مراسم سوگواری برگزار می‌کنند. به باور آنان، حسین شورشی خودسری نبود که جان خود و خانواده‌اش را به‌خاطر آرزوهای شخصی فدا کرده باشد. او پیمان صلح با معاویه را زیر پا نگذاشت، ولی حاضر به بیعت با یزید نشد. او مانند پدرش باور داشت که اهل بیت را خدا برای رهبری امّتِ محمّد برگزیده؛ و با رسیدن نامه‌های کوفیان، برخلاف توصیهٔ دوستدارانش، احساسِ وظیفهٔ رهبری کرد. بااین همه، او دانسته در پیِ شهادت نبود؛ و پس از آن که معلوم شد از پشتیبانی کوفیان برخوردار نیست، پیشنهاد ترک عراق را داد. در فرهنگ عامه، و هنر و ادبیات اجتماعات مسلمان و مخصوصاً شیعه آثار فراوانی دربارهٔ زندگی و قتل‌عام حسین و همراهان کم شمارش پدید آمده است.

## پیش‌زمینه

### زمینهٔ تاریخی

دوران خلفا
گسترش قلمرو اسلام در زمان محمد، ۶۲۲–۶۳۲
گسترش قلمرو اسلام در زمان خلفای راشدین، ۶۳۲–۶۶۱
گسترش قلمرو اسلام در زمان خلفای اموی، ۶۶۱–۷۵۰

محمد، پیامبر اسلام، با عقد میثاق مدینه در سال ۱ ه‍.ق/۶۲۲ م، با ایجاد یک اُمَّت، حکومت اسلامی را تأسیس کرد. با فوت محمد در سال ۱۱ ه‍.ق/۶۳۲ م، بر سر رهبری امّت اختلاف به وجود آمد. درحالی‌که علی به‌همراه جمعی از بنی‌هاشم و گروهی از صحابهٔ محمد مشغول خاکسپاری‌اش بودند، گروهی دیگر از صحابه دربارهٔ جانشین محمد به بحث و جدل پرداختند. نتیجهٔ این بحث و جدل‌ها، انتخاب ابوبکر به جانشینی محمد، و با عنوان «خلیفه» بود. طرفداران علی قائل بودند که علی توسط شخصِ محمد به جانشینی منصوب شده است و بنابراین مقام خلافت باید از آنِ وی باشد. برپایهٔ این اختلاف تاریخی، اهل سنت معتقدند محمد جانشینی برای خود برنگزید، حال آنکه شیعیان معتقدند وی علی را به جانشینی منصوب کرد. بدین ترتیب، نهادِ خلافت پدید آمد که در خارج از جهان اسلام معادلی ندارد. خلیفه از منزلت رهبری و حق گزینشِ زمامداران برخوردار بود. انتصاب به خلافت نوعی قرارداد بود که تعهدات متقابلی را بین خلیفه و اتباع وی پدید می‌آورْد. فرمانروایان حکومت جدید که تحت عنوان خلافت راشدین شناخته می‌شوند، به‌ترتیب ابوبکر (حک. ۱۱–۱۳ ه‍.ق/۶۳۲–۶۳۴ م)، عُمَر بن خَطّاب (حک. ۱۳–۲۳ ه‍.ق/۶۳۴–۶۴۴ م)، عُثمان بن عَفّان (حک. ۲۳–۳۵ ه‍.ق/۶۴۴–۶۵۶ م) و علی بن ابی‌طالب (حک. ۳۵–۴۰ ه‍.ق/۶۵۶–۶۶۱ م) بودند. عمر در بستر مرگ، شورایی را برای انتخاب خلیفهٔ بعدی تعیین کرد. در نهایت، رأیِ شورای خلافت به نفع عثمان اعلام شد. علی در این هنگام به برتری خود در امر خلافت تأکید کرد؛ اما چون اقبالِ عمومی به عثمان بود، ناچار شد که با وی بیعت کند. به‌نوشتهٔ ویلفرد مادلونگ، عثمان به بنی‌امیه که قوم و خویشش بودند بیش از حد امتیاز می‌داد. این موضوع و مسائل دیگر، خشم مردم در مناطق مختلفِ حکومت اسلامی را در سال ۳۱ ه‍.ق/۶۵۰–۶۵۱ م برانگیخت و منجر به نخستین دوره از جنگ‌های داخلی امت اسلامی از ۳۵ تا ۴۱ ه‍.ق/۶۵۶–۶۶۱ م شد. این جنگ‌ها با شورش علیه عثمان و کشته‌شدن وی آغاز شد و شش ماه پس از کشته‌شدن علی، با صلح حسن و معاویه پایان یافت.
در سال ۴۱ ه‍.ق/۶۶۱ م، مُعاویه قلمروی اسلامی را به‌چنگ آورده و حکومتِ آن را به خلافت اُمَوی تبدیل کرد. وی و جانشینانش شدیدترین فشارها را بر خاندان علی و حامیان و شیعیانشان وارد کردند. دشنام به علی تبدیل به امری ضروری در نماز جماعت شد و به مدت ۶۰ سال ادامه یافت. معاویه تا زمان مرگش در سال ۶۰ ه‍.ق/ ۶۸۰ م، حکومت را در اختیار داشت و کوشید تا زمینهٔ انتقالِ موروثیِ خلافت برای فرزندش یزید را فراهم سازد. این امر زمینهٔ مخالفت بزرگان جامعهٔ اسلامی را فراهم کرد. حسین بن علی و شیعیانِ هوادارِ وی خواستار پایبندی معاویه به عهدنامهٔ صلح مبنی بر عدم تعیین جانشین از سوی وی بودند و جمعی دیگر نظیر عبدالله بن زبیر و عبدالله بن عمر در پی ایجاد شورای خلافت بودند. انتقال موروثی خلافت به یزید، زمینه‌ساز بروز دومین جنگ داخلی در درون امت اسلامی شد که از سال ۶۰ ه‍.ق/۶۸۰ م با قیام حسین بن علی آغاز شد. پس از آن چندین تن برای کسب خلافت به نزاع برخاستند که در میان آنها عبدالله بن زبیر موفق شد سرزمین‌های وسیع‌تری را برای مدت بیشتری تحت حکومت خویش درآورد. در نهایت، عبدالملک بن مروان در سال ۷۳ ه‍.ق/۶۹۲ م با شکست دادن و کشتن عبدالله بن زبیر، حاکمیت امویان را در سراسر قلمروی اسلامی بازسازی و تثبیت کرد.

### تبار
حسین، فرزند علی بن ابی‌طالب، پسرعموی محمد و فاطمه زهرا، دختر محمد است که هردو از خاندان بنی‌هاشم و از قبیلهٔ قُرَیْش اند. بنی‌هاشم از خاندان‌های برجسته و نژاده در مکّه بود. مدت کمی پس از هجرت، محمّد به علی گفت که خداوند به وی فرمان داده است که دخترش، فاطمهٔ زهرا را به ازدواج وی درآورد. به‌نوشتهٔ ویلفرد مادلونگ، خانواده‌ای که از این ازدواج تشکیل شد، مکرراً از سوی محمّد ستایش می‌شد. محمّد در واقعه‌هایی مانند رویداد مُباهِله و حدیث آل عبا از این خانواده به‌عنوان اهل بیت یاد کرده است. در قرآن نیز در موارد متعددی مانند آیهٔ تَطهیر، از اهل بیت به بزرگی یاد شده است. (ر.ک. حسین بن علی#حسین در قرآن و حدیث)

## سرگذشت

### نام

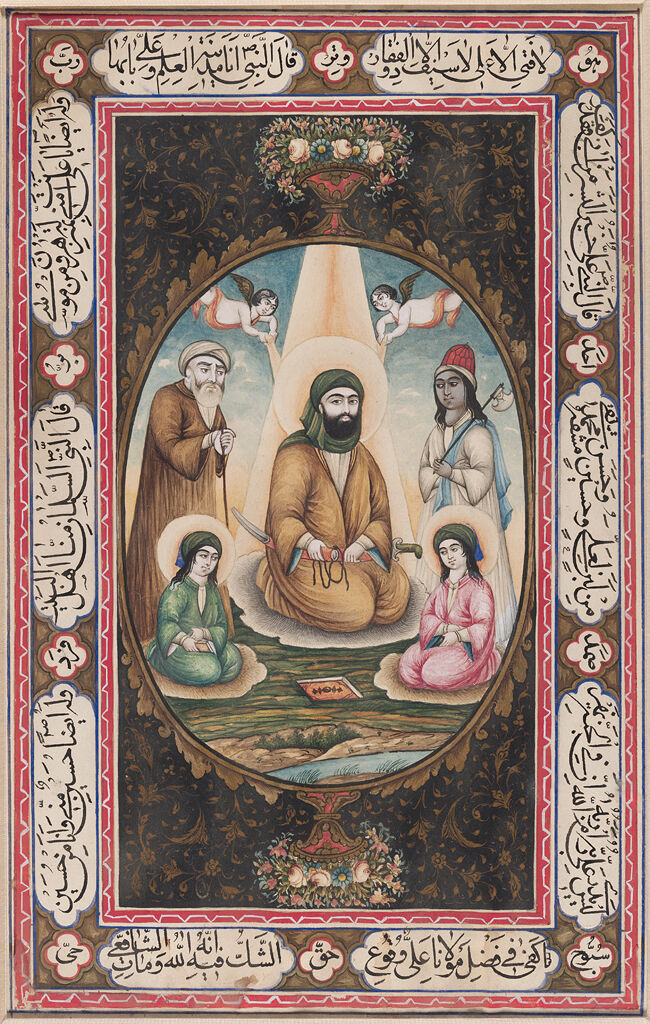
تابلوی نقاشی‌خط متعلق به قرن نوزدهم میلادی که در آن علی بن ابی‌طالب در مرکز و حسن و حسین در طرفین او و فرشتگان در اطراف آن‌ها حضور دارند. در حاشیهٔ تصویر، احادیثی از محمد در فضیلت علی، حسن و حسین و نیز یک دو بیتی از شافعی نوشته شده است.

«حُسَیْن» نام مُصَغَّرِ «حَسَن»، به‌معنای «نیکو» است. این نام بنا به برخی روایاتِ آمده در اَمالیِ ابن بابِوَیْه، امالیِ شیخ طوسی و رُوضَةُالْواعِظینِ فَتّال نیشابوری، از نام برادرِ بزرگتر مشتق شده که از این حیث، با «شَبَّر» و «شُبَیْر» و «جُهْر» و «جَهیر» قابل مقایسه است. به‌نوشتهٔ وَلیِری طبق روایات اسلامی، حسین در تورات با نام «شبیر» و در انجیل، «طَب» بیان شده است. هارون برادر موسی، نام‌هایی را که خدا برای پسران علی بن ابی‌طالب گذاشته، می‌آموزد و بر دو پسر خود می‌گذارد. محمد، این نوه‌اش را به نام پسر دوم هارون، شبیر، حسین نام نهاد. بنا به برخی روایات، علی دوست داشت نام کودک را «حَرْب» بگذارد اما وقتی دید محمد چنین نامی بر او گذاشته، از این نام منصرف شد. روایات دیگر حاکی است که حسین در ابتدا به نام عمویش جعفرِ طَیّار — که در آن زمان هنوز در حبشه زندگی می‌کرد — جعفر نامیده شد، اما محمد نام او را حسین نهاد. اما روایات شیعی مدعی هستند که نام حسین از همان ابتدا بر کودک نهاده شد و به فرمان الهی صورت پذیرفت. در روایات آمده که نام حسن و حسین، نام‌هایی بهشتی بودند و پیش از اسلام بر کسی نهاده نشده است. حاج منوچهری می‌گوید عنوان «حَسَنَیْن»، یعنی دو حسن، در کلام پیامبر اسلام مشهور است و همراهی این دو نام، بیش از شباهت لغوی، بیان‌کنندهٔ قرابت شخصیت صاحبان این دو نام است.

#### القاب
کنیهٔ حسین در تمام منابع اَبوعَبْدِالله آمده، اما نزد خواص، لقب ابوعلی را نیز داشته است. حسین بسیاری القاب دارد که با القاب حسن یکی است. حسین القاب خاصی مانند زَکیّ، طَیِّب، وَفیّ، سَیِّد، مُبارَک، نافِع، اَلدَّلیلُ عَلیٰ ذاتِ‌اللّه، رشید، و اَلتّابِعُ لِمَرضاةِاللّه داشته است. ابن طلحه مشهورترین لقب حسین را زکیّ و مهم‌ترین آنان را سَیِّدُ شَبابِ أهلِ‌الْجَنَّة می‌داند. در برخی متون ادبی و تاریخی قرن چهارم هجری و پس از آن، با وجود اینکه وی خلافتی نداشته است، از وی با لقب امیرالمؤمنین یاد می‌شود. در برخی احادیث منسوب به امامان شیعه، حسین با لقب شهید یا سَیِّدُالشُّهَداء یاد شده است. از دیگر القاب ذکرشدهٔ حسین در احادیث و دعاها عبارتند از: مَظلوم، مَقتول، قَتیلُ الْعَبَرات، اَسیرُ الْکُرُبات، قَتیلُ الْکَفَرَة، طَریحُ الْفَجَرَة، قَتیلُ‌الله، ثارُالله، حُجَّةُالله، بابُ‌الله، وِتْرُالله، اَلدّاعیُ اِلَی الله، نور، صِدّیق، مِصباحُ الْهُدیٰ، سَفینَةُالنَّجاة، خامسُ اَصحابِ کَساء، غَریبُ الْغُرَباء، سِبطُ الرَّسول، وارِث، وِتْرُ الْمَوْتور.

### تولد و دوران کودکی

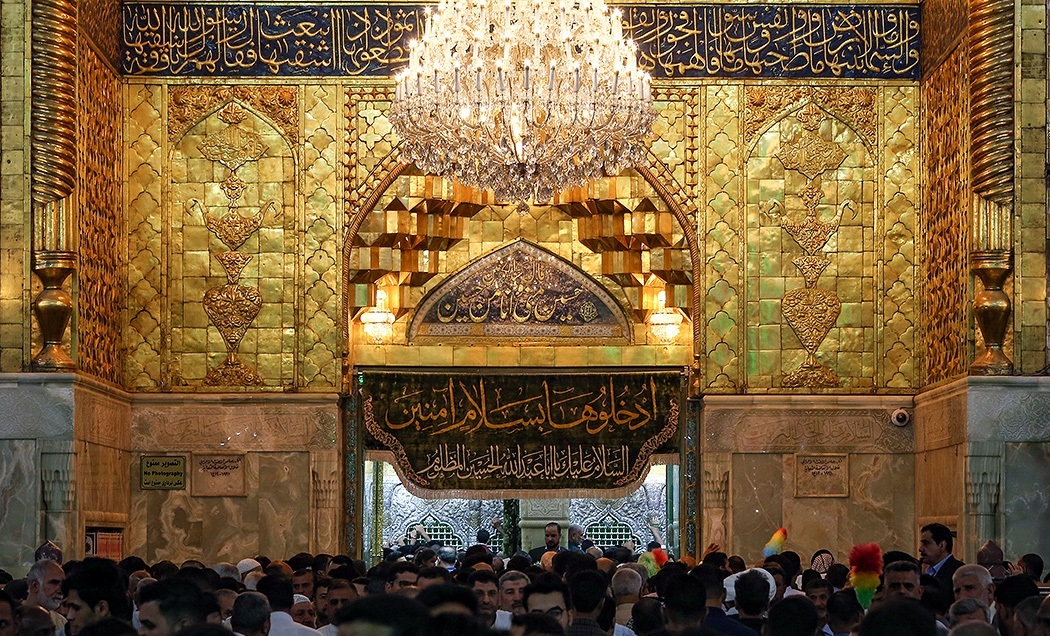
نقش حدیث «حُسَیْنٌ مِنّی و أنَا مِن حُسَین» (حسین از من است و من از حسین هستم) از پیامبر اسلام، بر ایوان طلای حرم حسین بن علی در کربلا

منابع تاریخی روایت‌های متفاوتی از سال تولد حسین ذکر کرده‌اند. روز تولدش را اکثراً ۳ شَعبان، آخر رَبیعُ‌الْاَوَّل، اوایل شعبان و ۵ شعبان و زمانش را غروب پنج‌شنبه آورده‌اند. فاصلهٔ تولد حسن و حسین را ۶ ماه و ۱۰ روز، ۱۰ ماه و ۲۲ روز و یک سال و دو ماه نوشته‌اند. بنا بر اکثر روایات، حسین در ۵ شعبان ۴ ه‍.ق/۱۰ ژانویهٔ ۶۲۶ م متولد شد. روایتی هم وجود دارد که تاریخ تولدش را در اواسط جمادی‌الاول ۶ ه‍.ق/اوایل اکتبر ۶۲۷ م ذکر می‌کند. علی زمانی قمشه‌ای در محاسباتِ تقویمِ شمسیِ تاریخ اسلام، تاریخ میلادیِ تولد حسین بن علی را با درنظرگرفتنِ ۳ شعبان چهارم ه‍. ق، ۹ ژانویهٔ ۶۲۶ م دانسته است. سال تولد او را کُلِیْنی در اَلْکافی و ابن عَبدُالْبَرّ در اَلْاِسْتیعابْ فی مَعرِفَةِ الْاَصحاب سال سوم، یعقوبی در تاریخ، ابن سعد در طَبَقاتُ الْکُبریٰ و ابُوالْفَرَج اصفهانی در مَقاتِلُ الطّالِبین سال چهارم، ابن عبدالبرّ در الاستیعاب سال پنجم، و حاکم نیشابوری در اَلْمُستَدرَک و ابن عَساکِر در تاریخُ مَدینةِ دِمَشق سال ششم هجرت ذکر کرده‌اند.
در هنگام تولد حسین، محمد آدابی مانند اذان گفتن و عقیقه کردن را که قبلاً برای تولد حسن انجام داده بود، برای وی نیز انجام داد و او را برای شیر دادن نزد اُمِّ‌فَضل همسر عباس بن عبدالمطلب فرستاد. ام‌فضل به حسین و فرزند خودش قُثَم بن عبّاس شیر می‌داد و بدین‌سان آن دو، برادر رِضاعی شدند. اما کُلِیْنی روایتی دارد که می‌گوید حسین از هیچ زنی، حتی مادرش فاطمه شیر نخورد.
حسین هفت سال اول عمرش را در زمان حیات محمد، پدربزرگش، گذراند. محمد، پیامبر مسلمانان و پدربزرگ او، در همان سال‌های کودکیِ حسین درگذشت، بنابراین حسین خاطرهٔ چندانی از وی نداشت. روایاتی از علاقهٔ محمد نسبت به وی و برادرش، حسن مجتبی، نقل شده است؛ مانند: «هر کس آن‌ها را دوست داشته باشد، مرا دوست دارد و هر کس از آن‌ها متنفر باشد، از من متنفر است» یا «حسن و حسین سیّد جوانان اهل بهشت‌اند» در اَلْبِدایَة و النَّهایَة از ابن کثیر، فَضائِلُ الصَّحابَة از نَسایی و تاریخُ مَدینةِ دَمِشق اثر ابن عَساکِر. حدیث دوم، از دیدگاه شیعه اهمیت زیادی دارد و به اعتقاد آنان، گواهی بر حقّانیّت حسن و حسین بر امامت است. محمد دو نوه‌اش را بر زانوان و بازوها قرار می‌داد و حتی در حال نماز و سجده اجازه می‌داد، بر پشتش قرار گیرند. محمد حسن و حسین را در آغوش می‌گرفت و در همان وضعیت با مردم سخن می‌کرد. به نقل از شیخ مفید در اَلْإرشاد و در حدیث دیگری، محمد راجع به حسین گفت: «حسین از من است و من از حسین هستم». محمد در موارد متعددی از حادثهٔ کربلا خبر می‌داد؛ برای نمونه، یک بطری کوچک خاک را به اُمِّ‌سَلَمه داد و به وی گفت که خاک درون بطری پس از کشته شدن حسین به خون تبدیل می‌شود.
مهم‌ترین واقعهٔ دوران کودکی حسن و حسین، رویداد مُباهِله است و این دو، مصداق کلمه «اَبْناءَنا» در «آیهٔ مباهله» اند.

### دوران خلافت ابوبکر، عمر و عثمان
در زمان خلافت ابوبکر و عمر، حسین در برخی رویدادها مانند شهادت دربارهٔ ماجرای فدک حضور دارد. بر طبق روایتی، حسین، زمانی که عمر، خلیفهٔ دوم بر منبر محمد نشسته و در حال سخنرانی بود، به وی به‌دلیل نشستن بر منبر محمد اعتراض کرد و عمر نیز خطبهٔ خود را نیمه‌کاره رها کرد و از منبر فرود آمد. همچنین عمر سهم حسن و حسین از بیت‌المال را به‌سبب نزدیکی با محمد، همانند سهم علی و اهل بَدْر معین کرده بود.
به‌گفتهٔ بَلاذُری و طَبَری، حسن و حسین در سال ۲۹ ه‍.ق در فتح طبرستان شرکت داشتند. اما تاریخ‌پژوهانی مانند مهدی پیشوایی این ادعا را نمی‌پذیرند؛ چراکه این گزارش‌ها در منابعِ شیعیِ متقدّم نیامده و از سوی دیگر، به اعتقاد این تاریخ‌پژوهان، منابع تاریخی حاصل از گردآوری اخبار توسط اهل سنت، از نظر سند و محتوا، ضعف‌های اساسی و نارسایی‌های غیرقابل انکاری دارند. حسین در زمان خلافت عثمان در قضیهٔ تبعید ابوذر، به‌همراه علی و حسن وی را بدرقه نمود. مادلونگ در دانشنامهٔ ایرانیکا می‌نویسد: در هنگام محاصرهٔ عثمان، حسن به‌همراه فرزندان صحابیون محمد به دفاع از خانهٔ عثمان پرداخت، عثمان از علی خواست که به دیگر محافظان بپیوندد و علی در پاسخ، حسین را فرستاد. محمد عمادی حائری در دانشنامهٔ جهان اسلام می‌نویسد: حسین یا حسن بر طبق بعضی روایات در قضیهٔ دفاع از عثمان زخمی شدند.

### دوران خلافت علی بن ابی‌طالب و حسن بن علی

نسخه‌ای خطی از یک طلسم یا حرز شیعی مربوط به دورهٔ قاجاریه در ایران که علی بن ابی‌طالب را در کنار دو فرزندش حسن و حسین ترسیم کرده است. از آن‌جایی که در طلسم از تصاویر معصومین استفاده نمی‌شود، این نسخهٔ خطی به احتمال بسیارْ یک حرز یا بلاگردان بوده است. این نسخه اکنون در مالکیت کتابخانهٔ ملی کنگرهٔ آمریکا قرار دارد.

در زمان خلافت پدرش، حسین در رکابش بود و در جنگ‌های او به‌طور فعال شرکت داشت. حسین در نبرد صِفّین خطبه‌ای برای مردم برای تشویق‌شان به پیکار خواند و در زمان خلافت علی، بعد از حسن مُتِوَلّیِ صَدَقات بود. حسن و حسین، محمدِ حَنَفیّه و عبدالله بن جعفر در میان هاشمیان از نزدیک‌ترین همراهان علی در دوران خلافتش بودند. حسین جزو کسانی از پیروان علی بود که معاویه علی و آنان را در ملأ عام لعنت می‌کرد. در هنگام کشته شدن علی، حسین بنا به روایتی، برای مأموریتی به مدائن رفته بود و با نامهٔ حسن از موضوع اطلاع پیدا کرده و در مراسم خاک‌سپاری علی حضور یافت.
حاج منوچهری دربارهٔ رفتار حسین با حسن می‌گوید که در زمان بیعت مردمی با حسن، گروهی نزد حسین رفته و خواهان بیعت با وی شدند؛ اما حسین خویش را فرمانبردار برادر بزرگ اعلام کرد. با آغاز جانشینی حسن بن علی، حسین به اطاعت از او درآمد آنچنانکه به‌گفتهٔ حاج منوچهری در ماجرای قصاص ابن مُلجَم، ضارب علی بن ابی طالب، علی‌رغم میل خودْ خواستهٔ برادر را در نحوهٔ قصاص ابن ملجم پذیرفت؛ چراکه او را برادر بزرگ و امام وقت خویش می‌دانست. حسن پس از اقبال مردمی برای بیعت با او، به منبر رفت و خطبه‌ای خواند که برخی آن را تلاش برای صلح با معاویه پنداشتند. ازهمین‌رو به‌سوی حسین رفتند، اما حسین خود را مطیع برادر بزرگ دانست و آنان را به‌سوی حسن روانه کرد. به‌گفتهٔ مادلونگ، حسین در ابتدا مخالف پذیرش صلح با معاویه بود، اما تحت فشار حسن، آن را پذیرفت. پس از آن، شیعیانِ کوفه به وی پیشنهاد دادند که حمله‌ای غافلگیرکننده به اردوگاه معاویه در نزدیکی کوفه ترتیب دهد، اما او نپذیرفت و گفت که تا وقتی معاویه زنده است، باید به شرایط صلح‌نامه پایبند باشیم؛ اما پس از مرگ معاویه در این تصمیم تجدید نظر خواهد نمود و به‌همراه حسن و عبدالله بن جعفر، کوفه را به سمت مدینه ترک کرد. پس از امضای عهدنامهٔ صلح، معاویه در کوفه خطبه خواند و در آن اعلام کرد که همهٔ مفاد عهدنامه را زیر پا نهاده و نیز به علی بن ابی‌طالب ناسزا گفت. حسین خواست تا پاسخ گوید اما دگربار به‌فرمان حسن از این کار خودداری کرد و حسن خود در پاسخ، خطبه‌ای ایراد کرد. حسین حتی پس از درگذشت حسن نیز به مفاد عهدنامه پایبند بود.

### دوران خلافت معاویة بن ابی‌سفیان

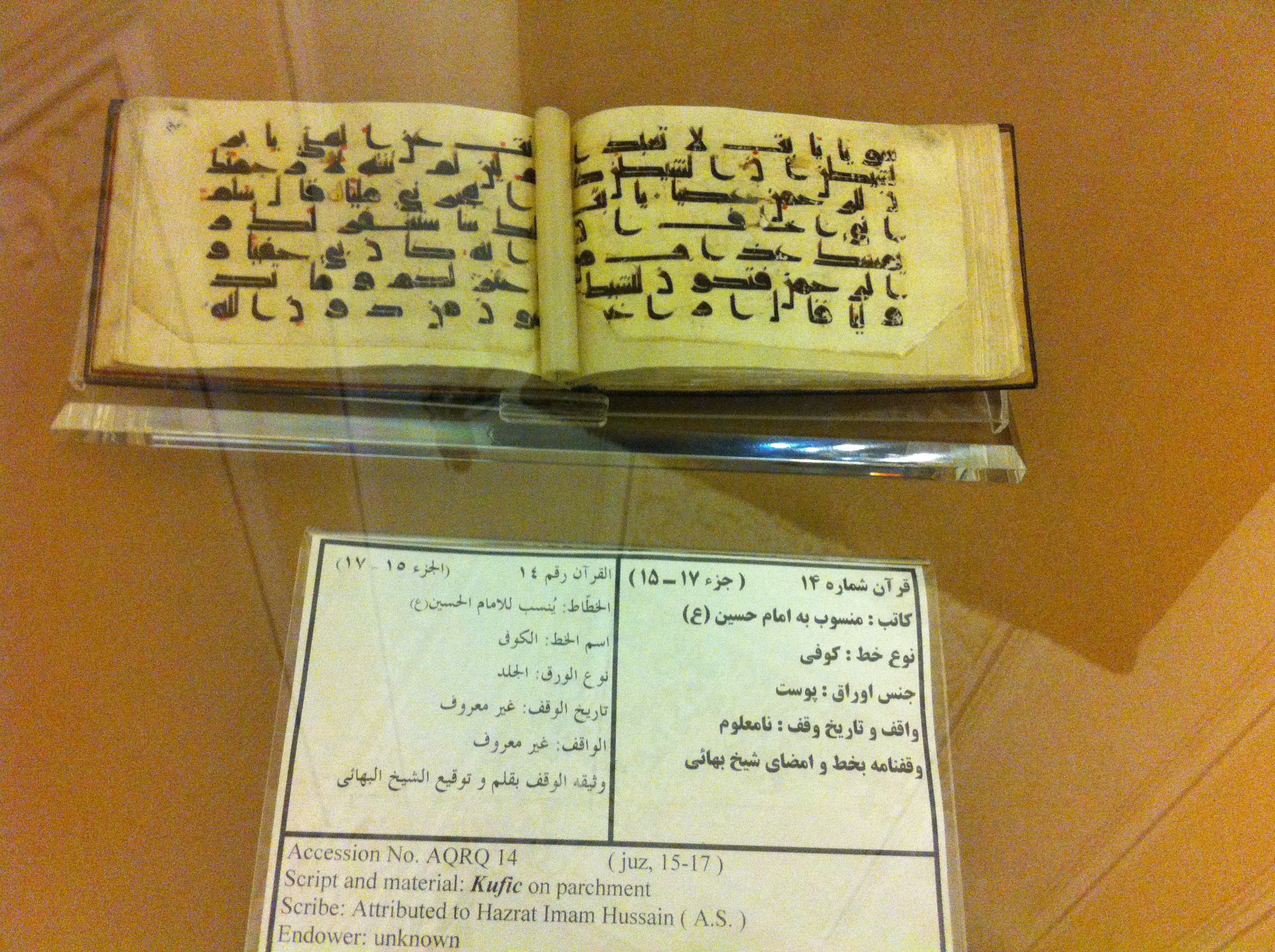
قرآن به خط کوفی منسوب به حسین بن علی که در موزه حرم علی بن موسی الرضا نگهداری می‌شود.

به‌گفتهٔ ولیری در دانشنامهٔ اسلام، حسین در زمان معاویه اقدامی علیه وی انجام نداد. گرچه حسن را به خاطر انتقال قدرت به معاویه مورد سرزنش قرار داد. اما به گفته عمادی حائری دوران خلافت حسن و سپس در زمان صلح وی با معاویه، حسین هم‌عقیده و هم‌موضع با برادرش حسن بود. وی گرچه با تسلیمِ حکومت به معاویه مخالف بود و حتی پس از صلح، با معاویه بیعت ننمود، ولی به این صلح‌نامه پایبند ماند. عمادی حائری می‌نویسد که حسین نسبت به حسن در مقابل امویان برخورد تندتر و علنی‌تری داشت. حسین یک بار با مروان به خاطر توهین به فاطمه زهرا برخورد سختی کرد و همچنین در برابر دشنام دادن به علی از سوی امویان واکنش شدیدی نشان می‌داد. اما عمادی حائری در عین حال با استناد به مفهوم امامت در شیعه و همچنین از نظر تاریخی معتقد است که این دو برادر به‌طور کلی دارای موضع‌گیری یکسانی بوده‌اند و برای اثبات این مدعا به قضیهٔ کفن و دفن حسن اشاره می‌کند. حاج منوچهری می‌گوید هرچند حسین به عهدنامهٔ صلح حسن با معاویه پایبند بود، اما در کنار آن در قالبِ نامه‌هایی به معاویه، عدم مشروعیت خلافت معاویه و عدم بیعت با وی و نیز محکوم نمودن انتخاب یزید به جانشینی و انتقاد از عملکرد مروان و امویان را مطرح می‌کرد.
محمد باقر روایت می‌کند که حسن و حسین در این دوران در نماز به مَرْوان بن حَکَم که از سوی معاویه به حکومت مدینه گماشته شده بود، اقتدا می‌کردند. سید محمد عمادی حائری در دانشنامهٔ جهان اسلام با استناد به منابع شیعی چون حُرِّ عامِلی که اقتدا به شخص فاسِق را نهی می‌کنند و با توجه به برخوردهای تند حسین با مروان، اعتقاد به نادرست بودن این روایت دارد. گزارش‌ها نشان می‌دهد که شیعیانی مانند حُجْرِ بن عَدی حتی پیش از کشته شدن حسن بسیار به دیدن او می‌آمدند و از او تقاضا می‌کردند تا علیه معاویه قیام کند. اما بنا بر نوشته بلاذری پاسخ او همیشه این بود که «تا زمانی که معاویه هست کاری نمی‌توان کرد… امر این است که همیشه در فکر انتقام باشید… اما در مورد آن چیزی نگویید.»
به‌گفتهٔ ولیری در دانشنامهٔ اسلام، پس از صلح حسن و معاویه در سال ۴۱ ه‍. ق، حسین سالی یک یا دو میلیون درهم مقرری بر اساس صلحنامه را پذیرفت و چندین بار به دمشق رفت؛ جایی که هدایای بیشتری به او می‌رسید. به‌گفتهٔ دانشنامهٔ جهان اسلام، از میان گزارش‌های مختلف در این‌باره از سوی یعقوبی، مسعودی، طبری، بلاذری، ابن اعثم، ابن شهرآشوب، شیخ مفید، ابن بابویه، و محمد بن بحر شیبانی، تنها طبری در دو بند به درخواست‌های مالی در صلحنامه اشاره می‌کند.
ابن سَعد می‌نویسد که معاویه به حسین ۳۰۰٬۰۰۰ درهم هدیه کرد، اما به نظر نمی‌رسد که این دوستی ادامه پیدا کرده باشد؛ چون معاویه علی را بدنام می‌کرد و علویان را شکنجه می‌داد. در مدینه، مروان بن حکم تصمیم گرفت، هیچ جایی برای آشتی و مصالحه بنی‌هاشم و بنی‌امیه باقی نگذارد. وقتی حسن خواستگار دختر عثمان بن عَفّان، عایِشه، بود، اما مروان مداخله کرد و نگذاشت این وصلت شکل بگیرد؛ عایشه به عقد عبدالله بن زُبَیْر درآمد. این بی‌اعتنایی‌ها به بنی‌هاشم، حسین را بیش از حسن خشمگین می‌کرد. البته حسین، تلافی این اقدام مروان را درآورد و وقتی که یزید خواهان اُمِّ‌کُلثوم دختر عبدالله بن جعفر بود، مانع از این وصلت شد و او را به عقد قاسم بن محمد بن ابوبکر درآورد. همچنین حسین برخلاف حسن، وقتی که مروان در اولین امارتش بر مدینه، علی را لعنت می‌کرد، واکنش شدیدی نشان داده و مروان و پدرش حَکَم را — که قبلاً از سوی محمد پیامبر اسلام طرد شده بودند — لعنت نمود.
به‌باور مادلونگ، وقتی که حسن آن‌گونه که گفته می‌شود، بر اثر مسمومیت در بستر مرگ بود، شکِّ خود به معاویه را در این مسمومیت را به حسین ابراز نداشت تا حسین اقدامی تلافی‌جویانه انجام ندهد. حسن وصیت کرد که در کنار پدربزرگش محمد دفن شود و اگر بر سر این مسئله اختلاف و خون‌ریزی به‌وجود آید، وی در کنار مادرش فاطمه دفن شود؛ ولی مروان بن حکم به بهانه اینکه قبلاً مردم نگذاشته بودند عثمان در بقیع دفن شود، مانع از دفن حسن در کنار محمد شد. حسین نیز به اتحادیهٔ قریش به نام حِلْفُ‌الْفُضول شکایت نمود و خواستار احقاق حقوق بنی‌هاشم در برابر بنی‌امیه شد. اما محمد حنفیه و دیگران سرانجام حسین را متقاعد کردند که حسن را در کنار مادرش به خاک بسپارند. بعد از درگذشت حسن، حسین صاحب بیشترین احترام در بنی‌هاشم بود و با وجود اینکه افرادی مانند عبدالله بن عباس از لحاظ سِنّی از وی بزرگ‌تر بودند، با وی مشورت می‌کردند و نظر او را به کار می‌بستند.
در همین زمان شیعیان کوفه شروع به بیعت با حسین کردند. آنان به حسین نامه‌ای نوشتند، که در آن ضمن اعلام تسلیت درگذشت حسن و نفرت‌شان از معاویه، وفاداری خود را به حسین اعلام داشتند و از علاقه‌شان به حسین و اشتیاق‌شان برای پیوستن حسین به آنان خبر دادند. حسین در پاسخ به آنان نوشت که موظف است شرایط صلح حسن را رعایت کند و از آنان خواست که احساسات‌شان را بروز ندهند و اگر حسین تا زمان بعد از مرگ معاویه زنده ماند، آن وقت دیدگاهش را به شیعیان خواهد گفت. عمرو بن عثمان، پسر خلیفهٔ سوم به مروان در مورد دیدارهای بسیاری از شیعیان با حسین در مدینه هشدار داد و مروان این را به معاویه نوشت. معاویه توسط مروان، حاکم مدینه، از رفت‌وآمدهای شیعیان با حسین مطلع می‌شد، اما واکنشی نشان نمی‌داد. در این زمان، معاویه از مروان حاکم مدینه خواست تا با حسین برخوردی نداشته باشد و عملی تحریک‌آمیز انجام ندهد. از سوی دیگر، در نامه‌ای به حسین، به وی وعده‌های سخاوتمندانه‌ای داد و توصیه کرد که مروان را تحریک نکند. این ماجرا با پاسخی مکتوب از سوی حسین خاتمه یافت که به نظر می‌رسد معاویه را نگران نکرد. به‌نقلی، معاویه در نامه‌ای تهدیدآمیز، حسین را از فتنه بازداشت و حسین در پاسخی تند به او نوشت: «من فتنه‌ای بالاتر از ولایت تو بر این اُمَّت نمی‌شناسم». یک بار مروان نامه‌ای تهدیدآمیز به حسین نوشت و به وی در مورد بروز تفرقه در امّت اسلامی هشدار داد که حسین در پاسخ معاویه را به خاطر اینکه به زیادِ بن اَبیهْ به‌خاطر همبستر شدن مادر زیاد با ابوسفیان لقب برادر داده بود، مورد نکوهش قرار داد و به‌خاطر اعدام حجر بن عدی به معاویه اعتراض نمود و به تهدیدها اعتنایی نکرد. معاویه به اطرافیان و دوستانش از حسین شکایت کرد، اما از تهدید بیشتر خودداری نمود و هدیه فرستادن به حسین را ادامه داد. سید محمد عمادی حائری بر این باور است که وی هدایای معاویه را قبول نکرد.
در زمان حکومت معاویه دو عمل مهم از او در منابع تاریخی ثبت شده است: نخست هنگامی که در مقابل چندی از بزرگان بنی‌امیه در مورد حق مالکیت خود بر یک سری زمین‌ها ایستاد و دوم هنگامی که معاویه برای یزید به عنوان ولیعهد بیعت جمع می‌کرد، با این دیدگاه که تعیین ولیعهد بدعتی در اسلام است سرباز زد. حسین به همراه دیگر فرزندان صحابه مشهور محمد، این عمل را به‌خاطر اینکه خلاف صلح‌نامهٔ حسن و خلاف اصل شورای عمر در تعیین خلیفه بود رد کرد و معاویه را محکوم کرد. معاویه به یزید توصیه کرد که با حسین با نرمش برخورد کند و او را به بیعت مجبور نکند.

#### خطبه منا
یک یا دو سال پیش از مرگ معاویه، و در زمانی که او در تلاش بود برخلاف پیمان صلحش با حسن فرزندش یزید را به ولایت عهدی و سپس خلافت مسلمین برساند، حسین از این وضعیت احساس خطر کرد و از بزرگان جهان اسلام دعوت نمود تا در ایام حج در سرزمین مِنا جمع شوند و پیامش را بشنوند. به‌دنبال این دعوت، حدود هفتصد نفر از تابعین و دویست نفر از اصحابِ پیامبر اسلام در منا گرد آمدند. حسین در آغاز سخنش — که بعدها به «خطبهٔ منا» معروف شد — با «طاغیه» خواندنِ معاویه به افشاگری پیرامون عملکردِ او و دستگاه بنی‌امیه و خصوصاً آنچه علیه اهل بیت و شیعیان انجام داده بودند، پرداخت و از حاضران خواست تا این مطالب را به‌هنگامِ بازگشت به شهرهای خود به گوش افرادِ مورد اطمینان برسانند تا از خطرات و آسیب‌های به حکومت رسیدنِ یزید جلوگیری کنند. در ادامهٔ خطبه نیز به ذکر فضائلی از علی بن ابی‌طالب و جایگاه فریضهٔ امر به معروف و نهی از منکر در جامعه و مسئولیت علما و بزرگان اسلام در تحقق این اصل و نقش ایشان در روشنگری افکار عمومی پرداخت. ایراد این خطبه در جمعِ بزرگان صحابه و تابعین، فرصت مناسبی برای حسین بود که پیام خود را از سرزمین منا به گوش جهان اسلام برساند و نخبگان، اصحاب خاص پیامبر و رجال اسلام را در جریان شرایط عمومی دنیای اسلام قرار دهد و از این طریق، خطر و توطئه‌های دستگاه اموی را افشا کند.

### قیام حسین

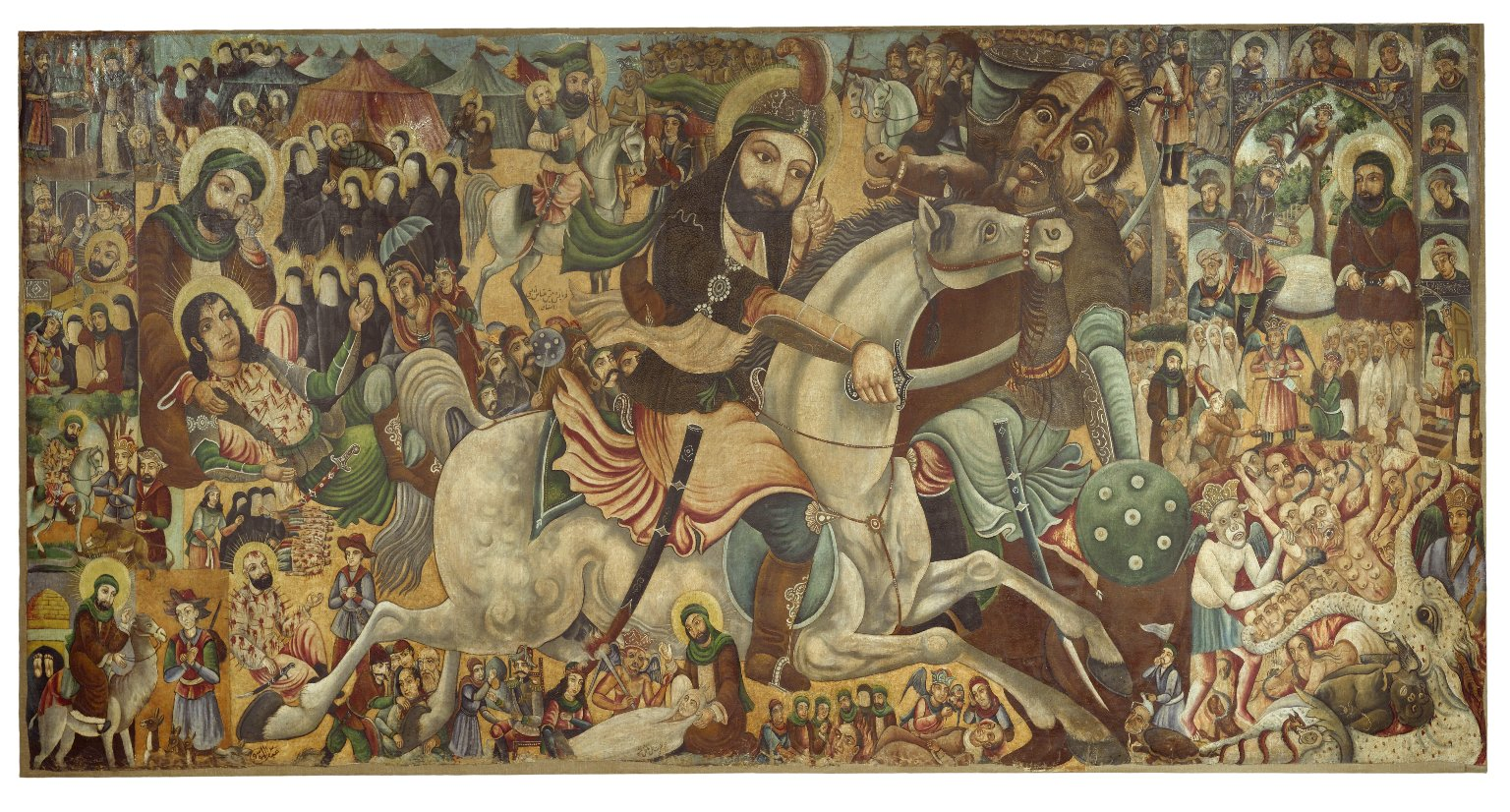
نقاشی قهوه‌خانه‌ای «نبرد کربلا» اثر عباس الموسوی نقاش دورهٔ قاجار، اواخر سدهٔ نوزدهم و اوایل سدهٔ بیستم م

#### بیعت نکردن با یزید
بلافاصله پس از مرگ معاویه در ۱۵ رجب ۶۰ ه‍.ق/۲۲ آوریل ۶۸۰ م، یزید به وَلید بن عُتْبَة، حاکم مدینه، فرمان داد تا از حسین، عبدالله بن زبیر و عبدالله بن عمر بیعت ستاند. هدف یزید، در دست گرفتن اوضاع شهر پیش از اطلاع اهالی از مرگ معاویه بود. نگرانی یزید، به‌ویژه در مورد دو رقیب خود در خلافت؛ یعنی حسین و عبدالله بن زبیر بود که پیش‌تر از بیعت سر باز زده بودند. ولید بن عتبه آن سه تن را در ساعت غیرمعمول به قصر حکومتی فراخواند تا آنان را مجبور به بیعت با یزید کند. به‌گفتهٔ ولیری حسین به همراه پیروانش به قصر آمد و مرگ معاویه را تسلیت گفت. اما بیعت پنهانی با یزید را به بهانه اینکه بیعت باید در ملاء عام باشد، دو روز به تعویق انداخت. مروان بن حکم که می‌دانست اگر حسین از جلسه خارج شود، دیگر بدون جنگ نمی‌توان به او دست یافت، به ولید گفته بود که یا حسین را سریعاً بکشد یا او را زندانی کند تا بیعت نماید. اما ولید که تمایلی به درگیری با حسین نداشت، نپذیرفت.
سرانجام حسین به‌همراه خاندانش، شبانه از راه اصلی به مکه رفت و چهار ماه در خانهٔ عموی پدرش، عبّاس بن عبدُالمُطَّلِب، اقامت کرد. در این سفر، زنان، فرزندان و برادرانش و نیز پسران حسن با وی بودند.

#### دعوت مردم کوفه از حسین و فرستادن مسلم بن عقیل
از سوی دیگر، خبر مرگ معاویه با خوشحالی کوفیان که اکثراً از شیعیان علی بودند، مواجه شد. سران شیعیان کوفه در خانهٔ سلیمان بن صرد خزاعی جمع شدند و در نامه‌ای به حسین، خدا را به‌خاطر پایان یافتن حکومت معاویه شکر کردند، معاویه را خلیفه‌ای ناحق و غصب‌کنندهٔ آن بدون شایستگی نامیدند. آنها بیان داشتند که نماز جمعه را به امامت نُعْمان بن بَشیر — والی کوفه که از سوی معاویه گماشته شده بود — برگزار نخواهند کرد و اگر حسین راغب به آمدن باشد، او را از کوفه بیرون خواهند نمود. ساکنان کوفه و سران قبایل آن، به حسین هفت قاصد با کیسه‌های فراوان از نامه فرستادند که دو قاصد نخست در ۱۰ رمضان ۶۰ ه‍.ق/۱۳ ژوئن ۶۸۰ م به مکه رسیدند. حسین در زمان اقامتش در مکه به‌طور پیوسته از طرف کوفیان نامه‌هایی را دریافت می‌کرد که در آن‌ها کوفیان اصرار می‌کردند که حسین به کوفه برود؛ چرا که در آن‌جا از حمایت کوفیان برخوردار است. آن‌ها از نداشتن امام اظهار ناراحتی می‌کردند و حسین را تنها شخص شایستهٔ این مقام می‌خواندند. البته، برخی از نامه‌هایی که به حسین رسید، در جهت همرنگ شدن با جماعت کوفی بوده؛ مانند نامه‌های شَبَث بن رِبْعی و عَمْرِو بن حَجّاج که در کربلا به جنگ با حسین رفتند.
حسین در پاسخ به آن‌ها نوشت که حس اتحاد آن‌ها را درک می‌کند و بیان داشت که امامِ اُمّت باید بر طبق کتاب خدا عمل و اموال را با صداقت تقسیم کند و خود را وقف خدمت به خداوند نماید. با این وجود، قبل از هر کاری، صلاح را آن دید که پسرعمویش، مُسلِم بن عَقیل، را به آنجا بفرستد تا شرایط را بررسی کند. همهٔ کسانی که مخالف قیام حسین بودند، وی را به پذیرش حکومت یزید، ولو به‌طور موقت نصیحت می‌کردند؛ حال آنکه حسین بن علی به‌هیچ‌وجه نمی‌خواست موافقتی با یزید و حاکمیت او داشته باشد، حتّی اگر این مخالفت به کشته‌شدن او منجر شود.

حسین با یکی از شیعیانش که ساکن بصره بود به همراه دو پسرش دیدار کرد و به سران قبایل پنج‌گانهٔ مهم در امور مشورتی بصره نامه‌هایی یکسان نوشت. او در نامه نوشت: 
خداوند محمد را بهترین بندگان خود قرار داد و خانواده و اهل بیتش را وصی و وارث خود نمود، اما قریش این حق را — که به اهل بیت منحصراً تعلق داشت — از آن خود دانست. اما اهل بیت به‌خاطر وحدت امت با این امر موافقت نمود. آنانی که حق خلافت را غَصب نمودند، با این حال حق را به پا داشتند و درود خدا بر آنان و اهل بیت محمد باد. قرآن و سنت محمد را به یاد شما امت می‌آورم. دین خدا نابود شده و بدعتها در دین گسترش یافته است. اگر از من اطاعت کنید شما را به راه حق رهنمون خواهم شد.
ویلفرد مادلونگ معتقد است که محتویات این نامه بسیار شبیه به دیدگاه‌های علی در مورد حق پایمال‌شدهٔ خلافتش و در عین حال ستایش جایگاه ابوبکر و عمر است.
حسین، مسلم را به‌همراه چند تن دیگر به کوفه فرستاد و سفارش کرد که مأموریتش مخفی بماند. مسلم در اوایل شوال ۶۰ ه‍.ق/ژوئیهٔ ۶۸۰ م به کوفه رسید و نامهٔ حسین را برای مردم خواند. مسلم در ابتدا موفقیت زیادی داشت و مردم کوفه به‌سرعت با مسلم بیعت نمودند و حتی وی بر منبر مسجد کوفه رفت و در آنجا مردم را مدیریت نمود. مسلم برای گرفتن بیعت مردم کوفه از هانی بن عُرْوَة کمک گرفت و گفته می‌شود ۱۸۰۰۰ تن برای یاری حسین با مسلم بیعت نمودند. طرفداران بنی‌امیه و کسانی چون عمر بن سَعْد، محمد بن اَشعَث و عبدالله بن مسلم، در نامه‌هایی گزارش وقایع را به یزید رساندند و نعمان، حاکم وقت کوفه را در رسیدگی اتفاقاتِ کوفه ناتوان معرفی کردند. یزید او را عزل کرد و عبیدالله بن زیاد، والی بصره را به‌جای او گماشت تا سریعاً به کوفه برود، آشوب‌ها را بخوابانَد و با مسلم بن عقیل برخورد شدید کند.
عبیدالله بن زیاد در کوفه اقدامات شدیدی در برخورد با هواداران حسین انجام داد که آنان را وحشت‌زده کرد. بهرامیان می‌گوید او با شناختی که از کوفیان داشت، با تهدید، تطمیع و شایعه‌افکنی توانست کوفه را از هواداران حسین بستاند و نیز با قطع رابطه میان حسین و کوفیان، سپاهی از کوفه برای جنگ با حسین بفرستد و به هدف اصلی بنی‌امیه که کشتن حسین در هر شرایطی بود، برسد؛ در حالی که مسلم، نامه‌ای بسیار خوشبینانه حاکی از موفقیت‌آمیز بودن تبلیغاتش و بیعت هزاران نفر از مردم کوفه، به سوی حسین فرستاده بود.
پس از اینکه اقدامات کوفیان در شورش و تصرف قصر کوفه به جایی نرسید، مسلم مخفی شد؛ اما سرانجام مکانش لو رفت و در نهایت، در تاریخ ۹ ذی‌الحجه ۶۰ ه‍.ق/۱۱ سپتامبر ۶۸۰ م مسلم و هانی بن عروه رهبر قبیلهٔ مراد کشته شدند. یزید طی نامه‌ای، ابن زیاد را به‌خاطر برخورد شدیدش مورد تقدیر قرار داد و به وی فرمان داد که مراقب حسین و پیروانش باشد و دستگیرشان کند، ولی فقط آنهایی را که قصد جنگ داشتند بکشد.

#### عزیمت حسین به کوفه
با وجود توصیه‌های محمد حنفیه، عبدالله بن عمر و اصرارهای پی‌درپی عبدالله بن عباس در مکه، حسین از تصمیمش برای عزیمت به کوفه منصرف نشد. ابن‌عباس به این نکته اشاره می‌کرد که کوفیان هم علی و هم حسن را تنها گذاشتند و پیشنهادش این بود که حسین، به‌جای کوفه، به یمن برود یا حداقل اگر قرار است به عراق برود، زنان و بچه‌ها را با خود نبرد. حسین بر تصمیم خود اصرار داشت و در مکتوب یا وصیتِ مشهوری که در اختیار محمد حنفیه قرار داد، دربارهٔ انگیزه و اهداف خود نوشت:
... من برای خوشگذرانی و از روی خودخواهی و برای فساد و ستمگری خروج نکردم؛ بلکه هدف من، اصلاح فسادهایی است که در امّتِ جَدَّم به‌وجود آمده است. می‌خواهم امر به معروف و نهی از منکر کرده، به سنّتِ جدّم و راه و روش پدرم علی بن ابی‌طالب عمل کنم. پس هرکس این حقیقت را بپذیرد (و از من پیروی کند) راه خدا را پذیرفته است و هرکس رد کند (و از من پیروی نکند) من با صبر و استقامت (راه خود را) در پیش خواهم گرفت تا خدا میان من و میان این امت به‌حق داوری کند و او بهترین داوران است. ...
سپس، حسین که هنوز نامه‌های وقایع جدید کوفه به او نرسیده بود، در تاریخ ۸ یا ۱۰ ذی‌الحجّهٔ ۶۰ ه‍.ق/۱۰ یا ۱۲ سپتامبر ۶۸۰ م آمادهٔ عزیمت به سمت کوفه شد. او به جای حَجّ، عُمره گزارْد و در غیبت والی مکه، عمرو بن سعید بن عاص، که درحال انجام حج در حومهٔ شهر بود، به‌همراه یاران و خاندانش مخفیانه از شهر خارج شد. ۵۰ مرد از خویشاوندان و دوستان حسین — که می‌توانستند در صورت نیاز بجنگند — به‌همراه زنان و کودکان، همراه حسین بودند.
پسرعموی حسین، عبدالله بن جعفر به عمرو، والی مکه، نامه‌ای نوشت و از وی خواست که در صورت بازگشت حسین به مکه، امان‌نامه‌ای برایش بنویسد که جانش تضمین شود. وی در پاسخ، عبدالله بن جعفر را با لشکری به سرکردگی برادر خود، یحییٰ، در پی حسین فرستاد. وقتی که دو گروه با هم تلاقی کردند، از حسین خواستند که برگردد، اما حسین در پاسخ گفت که در عالم رؤیا پدربزرگش محمد را دیده است که از وی خواسته تا به راهش ادامه دهد و تقدیر را به خدا واگذار کند.
در منزل تَنعیم، حسین با کاروانی از یمن که روناس و حُلّه برای یزید می‌بردند مواجه شد و بیان داشت که چون او حاکم شرعی و یزید حاکم جائر است، این حق را دارد که اموال حکومت را تدبیر کند. وی اموال این کاروان را مصادره کرد و به کاروان یمنی گفت که یا با وی تا عراق بیایند و در آنجا کرایه کل راه را به آنان بپردازد یا در همان‌جا به مقدار راهی که آمده‌اند، کرایه آنان را بدهد. حسین در راه با افراد گوناگونی روبرو شد. فَرَزْدَق شاعر در پاسخ پرسش حسین دربارهٔ شرایط عراق، صراحتاً به وی گفت دل‌های اهل عراق با تو اما شمشیرهاشان در خدمت امویان است. اما تصمیم حسین تزلزل‌ناپذیر بود و در پاسخ کسانی که می‌کوشیدند او را منصرف سازند، می‌گفت که مقدرات امور به دست خداست و خدا بهترین امر را برای بندگان می‌خواهد و با کسی که بر حق باشد، دشمن نخواهد بود. در ثَعلَبیه، برای اولین بار توسط برخی مسافران از خبر قتل مسلم بن عقیل و هانی بن عروه مطلع شد.
حسین در منطقهٔ زُباله دریافت که قاصدش قِیس بن مُسَهَّر صَیْداوی — یا برادر رضاعی‌اش، عبدالله بن یَقطَر — که از حجاز به کوفه فرستاده بود تا آمدن قریب‌الوقوع حسین را به مردم اطلاع دهد، لو رفته و با سقوط از بام قصر کوفه، کشته شده است. حسین با شنیدن این موضوع به حامیانش گفت که با توجه مسائل غم‌بار پیش‌آمده؛ مانند خیانت کوفیان، هر کس مجاز است که از کاروان جدا شود. تعدادی از کسانی که در راه به او پیوسته بودند، جدا شدند. اما کسانی که از حجاز با حسین بودند، وی را ترک نکردند. به‌گفتهٔ جعفریان این اخبار نشان می‌داد که اوضاع کوفه نسبت به زمانی که مسلم گزارش کرده بود، کاملاً دگرگون شده بود. برای حسین روشن شده بود که رفتن به کوفه، با توجه به ارزیابی‌های سیاسی، دیگر درست نیست.
در منطقهٔ شَراف یا ذوحُسَم، لشکریانی از کوفه به سرکردگی حُرّ بن یزید پدیدار شدند. از آنجا که هوا گرم بود، حسین دستور داد به آنان آب داده شود و سپس به لشکریان حر انگیزه‌های حرکتش را اعلام کرد و گفت:
شما امامی نداشتید و من وسیلهٔ اتحاد امت شدم. خاندان ما از همه کس به امر حکومت شایسته‌تر است و کسانی که این امر را در اختیار دارند شایستگی‌اش را نداشته و ناعادلانه حکومت می‌کنند. اگر حامی من باشید به سمت کوفه خواهم رفت. اما اگر دیگر مرا نمی‌خواهید من به مکان اولم باز خواهم گشت.
به نوشته ولیری، حر فرمان داشت که حسین و همراهانش را بدون جنگ پیش ابن زیاد ببرد و بر آن بود که حسین را به این موضوع متقاعد کند. اما وقتی دید که حسین کاروانش را به حرکت درآورد، دیگر جرئت نکرد آن را پیگیری کند. اما مادلونگ و بهرامیان می‌نویسند که وقتی حسین آماده حرکت شد، حر سدّ راهش شد و گفت که اگر حسین فرمانی که ابن زیاد به حر داده را نپذیرد، حر نخواهد گذاشت که به مدینه یا کوفه برود. وی به حسین پیشنهاد داد که نه به کوفه و نه به مدینه رود، بلکه به یزید یا ابن زیاد نامه بنویسد و خودش هم نامه‌ای به ابن زیاد بنویسد و منتظر دستور وی بماند، به این امید که با دریافت پاسخی بتواند از این آزمون سخت اجتناب ورزد. اما حسین پیشنهادهایش را نپذیرفت و به سمت چپ و به طرف عُذَیْب یا قادسیه به راه افتاد. حر به وی گوشزد کرد که من به‌خاطر تو این کار را می‌کنم و اگر جنگی صورت گیرد، تو کشته خواهی شد. اما حسین از مرگ نمی‌ترسید و در منطقه‌ای به نام کربلا — از بخش‌های سَوادِ کوفه — توقف کرد.
در منزلگاهی، حسین خطابه‌ای خواند و گفت: «من مرگ را جز شهادت و زندگی با ظالمان را جز سختی نمی‌بینم.» در منزلگاهی دیگر، با بیان علت مخالفت با حکومت، خویش را معرفی کرد و تلخی بیعت‌شکنی کوفیان با پدر و برادرش را یادآوری نمود و گفت: «این قوم به فرمانبرداری شیطان گردن نهاده‌اند و فرمانبری خدای رحمان را واگذارده‌اند.» سپس در بین راه، از پذیرش پیشنهاد رفتن به سوی قبیلهٔ طی سرباز زد و پیمانش با حر دربارهٔ عدم بازگشت را یادآوری نمود. پس از منزلگه قَصرِ بَنی‌مَقاتِل، حسین رؤیایی دیده و دو یا سه بار اِستِرجاع گفت و در پاسخ علی‌اکبر — که علت را پرسید — خبر از نزدیکیِ کشته شدن خود و یارانش را داد. قاصدی از ابن زیاد به سمت حر آمد و بدون اینکه به حسین سلام کند، نامه‌ای به حر داد که در آن ابن زیاد فرمان داده بود که حسین در مکانی که دسترسی به آب و دژ مستحکم داشته باشد، توقف نکند. عبیدالله با این نامه می‌خواست که حسین را به جنگ وادارد. زُهَیْر بن قَیْن به حسین پیشنهاد کرد که به لشکر کم‌شمارِ حر حمله کند و روستای مستحکم عَکر را تصرف کند. اما حسین نپذیرفت؛ چون نمی‌خواست آغازکنندهٔ جنگ باشد.
در دوم محرّم، حسین در منطقهٔ کربلا خیمه زد. در روز سوم وضعیت با ورود لشکر ۴۰۰۰ نفره به فرماندهی عمر بن سعد بدتر شد. عمر بن سعد تمایلی به جنگیدن با حسین نداشت و تلاش‌هایی بی‌فرجام برای رهایی از مسئولیت رویارویی با او انجام داد. اما ابن زیاد گفت که اگر از این فرمان سرپیچی کند، حکم حکومت ری به وی داده نخواهد شد. پس به این امید که حداقل، از جنگ با حسین جلوگیری کند، مأموریت را پذیرفت. قبل از هر کاری، عمر بن سعد نامه‌ای به حسین فرستاد تا از قصدش برای آمدن به عراق بپرسد. پیکی به ابن سعد رسید که حاکی از تمایل حسین به عقب‌نشینی بود و حسین گفت که به علت نامه‌های کوفیان به عراق آمده و اگر مردم عراق وی را دیگر نمی‌خواهند، وی به مدینه باز خواهد گشت. ابن سعد موضوع را به ابن زیاد گزارش داد، ابن زیاد اصرار کرد که حسین حتماً باید با یزید بیعت کند و اگر حسین بیعت را پذیرفت، منتظر دستور بعدی بماند. پس از حرکت سپاه ابن سعد، ابن زیاد همچنان به کار جمع‌آوری و ارسال سپاه برای ملحق شدن به لشکر ابن سعد ادامه داد.
ابن سعد تمایل داشت که با حسین به توافق برسد و مذاکرات شبانه را با حسین شروع کرد. به نوشته طبری، این مذاکرات، بخش اعظم شب به درازا کشید و کسی در جریان جزئیات آن قرار نگرفت. در خصوص مفاد مذاکرات، منابع اختلاف دارند. بنا بر شایعاتی که بعداً نقل شده است، حسین پیشنهاد داد هر دو نفر سپاه‌شان را واگذارند و با هم به دیدار یزید بروند. اما عمر بن سعد از ترس توبیخ و تنبیه ابن زیاد، این پیشنهاد را نپذیرفت. اکثر راویان نقل می‌کنند که حسین سه پیشنهاد داد: به مرزها برود و همانند یک سرباز عادی با کفار بجنگد؛ به شام برود تا شخصاً با یزید بیعت کند؛ یا به جایی که از آن آمده بود، بازگردد. این روایات توسط عُقبَة بن سَمعان — غلام رُباب، همسر حسین، که از بازماندگان لشکر حسین در واقعه کربلا بود — شدیداً رد شده است. او گواهی می‌دهد که حسین هیچ‌گاه پیشنهادی نداد و فقط گفت سرزمین کربلا را ترک می‌کند و به جایی می‌رود تا وضع امت روشن شود. ویلفرد مادلونگ معتقد است که روایت پیشنهاد حسین برای تسلیم به یزید، با دیدگاه‌های مذهبی وی تناقض دارد و احتمالاً منابع اولیه قصد دارند که مسئولیت کشته شدن حسین را — به‌جای یزید — به گردن ابن زیاد بیندازند. بهرامیان این گفته‌ها را احتمالاً شایعاتی می‌داند که توسط خود عمر بن سعد طرح و در نامه‌اش به ابن زیاد درج شد. همچنین، این احتمال هست که این‌ها بخشی از برنامهٔ تخریب چهرهٔ حسین بوده باشد. جعفریان با اشاره به منابع اولیه همچون تاریخ طبری و اَلْکامِلُ فِی التّاریخ تأکید می‌کند که حسین بن علی در هیچ مرحله‌ای نخواست تا اجازه دهند نزد یزید برود و بیعت کند.
ابن زیاد موافق شرایط فعلی و مفاد نامه‌ای بود که ابن سعد در آن، پیشنهادهایی را از زبان حسین نوشته بود. اما در این زمان، شِمر بن ذِی‌الْجُوشَن به ابن زیاد پیشنهاد داد که باید حسین را مجبور به تسلیم کند؛ چون حسین به قلمرو حکومتی ابن زیاد وارد شده بود و اگر با حسین مصالحه کند، نشان‌دهندهٔ ضعف او و قدرت حسین است. ابن زیاد با شنیدن سخنان شمر، رأیش را تغییر داد. بهرامیان معتقد است که احتمالاً این صحنه‌سازی‌ها انجام شد تا ابن زیاد در هدف خویش — که کشتن حسین بود — یک گام پیش رود و تنش و درگیری بیعت با یزید را به تسلیم شدن در برابر خویش تغییر دهد، چراکه پاسخ حسین را از پیش می‌دانست. ابن زیاد سپس در هفتم محرم، به ابن سعد دستور قطع آب بر اردوی حسین را ارسال نمود. عمر بن سعد لشکری ۵۰۰ نفره به فرماندهی عمرو بن حَجّاج زُبَیْدی را بر رود فُرات گماشت. به مدت سه روز، حسین و یارانش متحمل تشنگی شدند. گروهی ۵۰ نفره به فرماندهی عبّاس، شبانه به فرات یورش بردند، اما موفق شدند تنها مقدار کمی آب بیاورند.
در نهم محرم شمر به کربلا رسید. وی حامل فرمان ابن زیاد برای ابن سعد بود که اگر حسین تسلیم نشود، یا به وی حمله کند یا فرماندهی را به شمر واگذارد. شمر همچنین به این پیغام اضافه کرد که پیکر حسین بعد از کشته شدن، باید لگدکوب شود؛ چون یاغی و شورشی است. ابن سعد با شنیدن سخنان شمر، او را لعنت کرد و دشنام قرار داد که تمام تلاش‌هایش برای پایان دادنِ صلح‌آمیز مسئله را بی‌اثر کرده است. ابن سعد می‌دانست که حسین به خاطر روحیهٔ خاصش تسلیم نخواهد شد. به‌نوشتهٔ نجم حیدر، ابن زیاد به شمر اجازه داده بود تا در صورت سرپیچیِ ابن سعد از فرمان، او را بکشد و به‌جای او سپاه را اداره کند و اجرای فرمان را بر عهده گیرد. اما عمر بن سعد، خودش انجام فرمان را بر عهده گرفت.
غروب روز نهم محرم، ابن سعد با سپاهیانش به سمت خیمه‌های حسین رفت، حسین که به شمشیرش تکیه داده و به خواب ملایمی فرورفته بود، در عالم رؤیا جدش محمد را دید که به او گفت به زودی به وی ملحق می‌شود. حسین برادرش عباس را فرستاد تا از مقصود کوفیان مطلع شود. حسین که از عزم سپاه ابن سعد برای حمله مطلع شده بود، آن شب را مهلت خواست و برای خویشاوندان و حامیانش خطابه‌ای راند که علی بن حسین بعدها آن را روایت کرد:
من خدا را ستایش می‌کنم که ما را به پیامبری محمد مفتخر نمود و قرآن و دین را به ما تعلیم نمود. من یارانی بهتر از یاران خود و خاندانی مخلص‌تر از خاندان خود نمی‌شناسم. خدا شما را پاداش دهد. من فکر می‌کنم که فردا کشته خواهیم شد. من از شما می‌خواهم که بروید و اصراری به ماندن‌تان ندارم. از تاریکی شب استفاده کنید و بروید.
اما یارانش نپذیرفتند و بر بیعت‌شان وفادار ماندند. به‌گزارش ولیری، زینب از شدت نومیدی بیهوش شد. اما حسین وی را تسکین داد و از وی خواست در برابر سختی‌ها محکم بماند. حسین آمادهٔ جنگ شد. خیمه‌ها را به هم نزدیک کرد و با طناب آن‌ها را به هم بست. تپه‌ای از چوب و نی گرداگرد خیمه‌ها درست کرد تا در موقع لزوم با آتش زدن‌شان مانع از ورود دشمن به نزدیکی آن‌ها شود. حسین و یارانش تمامی آن شب را به نماز و مناجات پرداختند و جنگ فردا صبح شروع شد.

#### نبرد کربلا

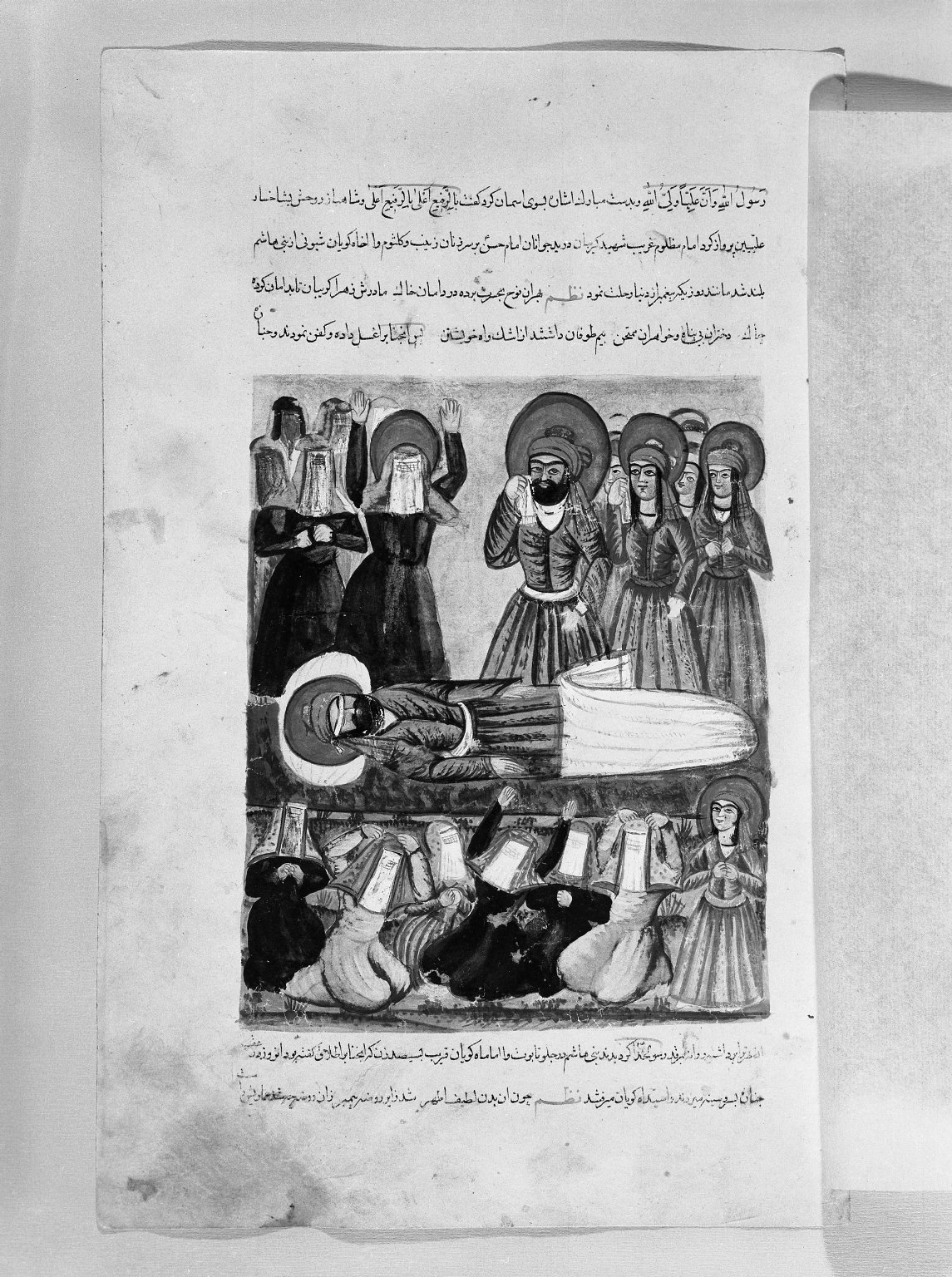
نقاشی «مراسم تشییع پیکر حسین بن علی» از هنرمندی ناشناخته متعلق به دورهٔ قاجار و اواخر سدهٔ نوزدهم م

صبح روز دهم محرم، حسین لشکریانش را که به روایت ابومخنف ۳۲ اسب سوار و ۴۰ پیاده بودند، آماده کرد. اما، به روایت محمد باقر سپاه متشکل از چهل و پنج سوار و صد نفر پیاده بود. سمت چپ سپاه را به حبیب بن مَظاهِر، سمت راست را به زهیر بن قین و پرچم را به عباس سپرد. وی همچنین دستور داد که دورتادور خیمه‌ها، هیزم جمع‌آوری کنند و هیزم‌ها را آتش بزنند. خود نیز به خیمه‌ای که قبلاً آماده کرده بود رفت و خود را معطّر به مشک نمود و نوره (داروی موبر) به سر و تن مالید و خود را شست. سپس در حالی که سوار بر اسب بود و قرآنی به دست داشت، مناجاتی زیبا با خداوند نمود. او به مردم کوفه نیز گفت که خدا ولی اوست و دین را محافظت خواهد کرد و جایگاه خانواده‌اش و سخنان محمد را یادآوری کرد که وی و حسن را سرور جوانان بهشت خوانده بود. سپس از آنان خواست تا فکر کنند که آیا کشتن وی، مشروع است؟ سپس آنان را به خاطر اینکه پیشتر از وی خواسته بودند تا پیش‌شان بیاید، سرزنش نمود و درخواست کرد تا اجازه دهند وی به یکی از سرزمین‌های اسلامی برود که در آنجا امنیتش تأمین باشد. اما دوباره از او خواستند که تسلیم یزید شود. حسین در پاسخ گفت که هیچ‌گاه خودش را همانند یک برده تسلیم نمی‌کند. او از اسب پیاده شد و دستور داد تا مهار اسب را ببندند؛ به نشانهٔ اینکه هرگز از معرکهٔ جنگ فرار نخواهد کرد. حر بن یزید ریاحی تحت تأثیر قرار گرفت و به سپاه حسین پیوست و کوفیان را به‌خاطر خیانت به حسین سرزنش کرد. حر، سرانجام در میدان نبرد کشته شد. زهیر بن قین از مردم کوفه خواست که به حرف حسین گوش دهند، اما آن‌ها با دشنام و تهدید پاسخ وی را دادند و سپس زهیر خواست که دست‌کم از کشتن حسین چشم‌پوشی کنند.
کوفیان شروع به تیراندازی نمودند. جنگ شروع شد. جناح راست سپاه کوفه به فرماندهی عَمرْو بن حَجّاج زُبَیْدی حمله برد، اما با مقاومت لشکر حسین مواجه شد و عقب نشست. عمرو دستور داد که لشکرش تن به نبردهای تن به تن درنداده و تنها از دور اقدام به تیراندازی کنند. جناح چپ سپاه کوفه به رهبری شمر حمله کرد و محاصره‌ای بی‌نتیجه انجام داد و فرمانده سواران سپاه، از ابن سعد خواست که پیاده‌نظام و کمانداران را به کمک وی بفرستد. سواره نظام و ۵۰۰ کماندار این کار را انجام دادند. سواران لشکر حسین که پاهای اسبان‌شان قطع شده بود مجبور شدند پیاده بجنگند. حسین و هاشمیان تنها از جلو می‌توانستند پیشروی داشته باشند و ابن سعد دستور داد که لشکریانش از همه جهات به سمت خیمه‌های حسین رفته تا آن‌ها را خلع سلاح کنند. اما برخی از یاران حسین در میان خیمه‌ها حرکت کرده و با آن‌ها سرسختانه جنگیده و مقاومت کردند. ابن سعد دستور داد که خیمه‌ها را آتش بزنند. در آغاز این کار به سود حسین شد، چون آتش باعث شد تا از ورود سپاهیان عمر بن سعد جلوگیری شود. شمر به سمت خیمه‌های زنان حسین پیش روی نمود و می‌خواست خیمه‌ها را بسوزاند که همراهانش وی را سرزنش نمودند که شرمگین شد و از این کار منصرف شد.
در ظهر، حسین و یارانش نماز ظهر را به صورت نماز خُوف به جا آوردند. بعد از ظهر، سپاهیان حسین، به شدت تحت محاصره قرار گرفتند. سربازان حسین پیش رویش کشته می‌شدند و کشتار هاشمیان نیز که تا آن لحظه وارد میدان جنگ نشده بودند، شروع شد. اولین فرد هاشمی که کشته شد، علی‌اکبر، پسر حسین، بود. سپس پسران مسلم بن عقیل، پسران عبدالله بن جعفر، پسران عقیل و قاسم بن حسن کشته شدند. حسین جسم بی‌جان قاسم را به خیمه‌هایش برد و در کنار دیگر قربانیان قرار داد.
عباس در نبرد کربلا عَلَم‌دار سپاه حسین بود. شیخ مفید روایات مربوط به کشته شدن عباس را با روایات مربوط به حسین پیوند داده و می‌گوید که حسین و عباس در کنار هم در کنار رودخانه فرات پیشروی نمودند، اما عباس از حسین جدا و توسط دشمن محاصره شد. او شجاعانه جنگید و در مکانی که امروز مدفن وی در آنجا است، کشته شد.
در این هنگام، سپاهیان ابن زیاد به حسین بسیار نزدیک شده بودند. اما کسی جرئت نمی‌کرد علیه وی کاری کند. تا اینکه مالک بن نُسَیْر کِندی ضربتی به سر حسین زد و کلاه‌خودش از خون سرش پر شد. بخش حزن‌انگیز دیگر این لحظات، کشته شدن طفلی است که حسین وی را بر زانوانش قرار داده بود. بر طبق یعقوبی، این طفل، نوزاد بود. تیری گردن طفل را درید و حسین خون طفل را در کف دستانش جمع نمود و به آسمان ریخت و خشم خدا را برای بدکاران خواستار شد.
شمر با سپاهی به سمت حسین رفت، اما جرئت نکرد به وی حمله کند و تنها درگیری لفظی بین آن دو شکل گرفت. حسین که در آن زمان ۵۵ سال سن داشت و به اقتضای سنش نمی‌توانست مداوم بجنگد، آمادهٔ جنگ شد. از یارانش، سه یا چهار تن بیشتر نمانده بودند که به سپاهیان ابن زیاد حمله برد. حسین که بیم داشت که پس از کشته شدن عریان در صحرا رها شود، چندین جامه پوشیده بود. اما بعد از کشته شدنش تمامی آن لباس‌ها را غارت نموده و بدنش عریان در صحرای کربلا رها شد. ابن سعد نزدیک شده بود و زینب به او گفت: «ای عمر بن سعد، آیا اباعبدالله دارد کشته می‌شود و تو تنها ایستاده‌ای و تماشا می‌کنی؟» اشک از چشمان ابن سعد جاری شد. حسین شجاعانه می‌جنگید و یعقوبی و چند منبع شیعی دیگر می‌گویند که حتی ده‌ها تن را کشت. اما برخی منابع دیگر حاکی از آن هستند که سربازان ابن زیاد اگر می‌خواستند می‌توانستند حسین را در جا بکشند. حسین وقتی به طرف فرات می‌رفت تا آب بنوشد، تیری به چانه‌اش یا گلویش خورد. به‌گفتهٔ نجم حیدر، افراد لشکر یزید در کشتن حسین تردید داشتند و مایل نبودند مسئولیت کشتن حسین را برعهده گیرند. سرانجام حسین با آنکه برای آخرین بار دشمنان را از انتقام خدا بیم می‌داد، اما به او از ناحیه سر و بازو آسیب زدند و او بر صورت به زمین افتاد. سَنان بن اَنَس عَمرو نَخَعی به خولی بن یزید اَصبَحی دستور داد که سر حسین را از بدن جدا کند، اما وی متزلزل شد و نتوانست این کار را بکند. سنان ضربتی دیگر به حسین زد و سر او را جدا کرد و آن را به خولی داده تا سر را نزد ابن زیاد برد.
نبرد کربلا از صبح تا غروب روز دهم محرم ۶۱ ه‍.ق برابر با ۱۰ اکتبر ۶۸۰ م به طول انجامید. متیو پیرس قتل‌عام حسین و خانواده‌اش را به عنوان شناخته شده‌ترین جفا در تاریخ تشیع توصیف می‌کند.

### حوادث بعد از نبرد کربلا
ده نفر داوطلب شدند که بر بدن پُرزخم حسین اسب بتازانند تا آخرین هتک حرمت را به وی کرده باشند. بعد از اینکه ابن سعد محل جنگ را ترک کرد، اسدیانِ روستای غاضِریه بدن بی‌سر حسین را به‌همراه دیگر کشتگان، در همان محل وقوع کشتار دفن نمودند.
نبرد به پایان رسید و سربازان ابن زیاد لباس‌های حسین، شمشیر و اثاثیه‌اش، گیاهان مخصوص خِضاب و رداهای یَمانی‌اش و همچنین زیورآلات و چادر زنان را غارت کردند. شمر می‌خواست علی بن حسین را که در یکی از خیمه‌ها بیمار بود، بکشد. اما ابن سعد مانع شد. سن حسین را هنگام کشته شدن، ۵۶ سال و پنج ماه، ۵۷ سال و پنج ماه یا ۵۸ سال نوشته‌اند. روز عاشورا را در تاریخ روز جمعه، شنبه، یکشنبه یا دوشنبه دانسته‌اند که در این میان روز جمعه صحیح‌تر به نظر می‌رسد. دوشنبه را ابوالْفَرَج اصفهانی از لحاظ تقویمی رد می‌کند. تاریخ کشته شدن حسین را نیز به غیر از ۱۰ محرم ۶۱، در ماه صفر یا سال ۶۰ نیز ذکر کرده‌اند.
پس از نبرد، بازمانده‌ها و سر کشتگان سپاه حسین — که هفتاد و دو نفر بودند — ابتدا به‌سوی ابن زیاد فرستاده شد که با آن‌ها برخورد بدی داشت. این سرها را سپس، به دمشق بردند؛ ولیری در دانشنامهٔ اسلام بر این باور است که ابن زیاد و یزید برخورد متفاوتی در قبال سر حسین داشتند. ابن زیاد با زدن چوب به دندان‌های حسین و شکستن چند دندانش به وی اهانت کرد؛ اما یزید بر طبق اکثر روایات، با احترام با سر حسین برخورد نمود و به‌خاطر تعجیل ابن زیاد در کشتار حسین، ابراز تأسف کرد؛ تا آنجا که پسر سُمَیّه را نفرین کرد. یزید اذعان می‌داشت که اگر حسین نزد من آمده بود او را عفو می‌نمود. زنان و کودکان هاشمی را به کوفه و دمشق بردند. یزید ابتدا برخورد شدیدی با آنان نمود که به این برخورد شدید از سوی علی بن حسین و زینب پاسخ مشابهی داده شد. اما در انتها یزید با آنان با ملایمت برخورد نمود. زنان یزید نیز برای حسین و کشتگان گریه کردند. یزید برای جبران آنچه که از زنان هاشمی در کربلا دزدیده شده بود، به آن‌ها اموالی داد. علی بن حسین، از اعدام رهایی یافت و یزید با ملایمت با وی رفتار نموده و چند روز پس از آن به‌همراه زنان هاشمی و محافظان مورد اعتماد به مدینه بازگشت.
روایات در منابع اولیه، عموماً مسئولیت قتل حسین را به گردن ابن زیاد می‌اندازند و یزید را تبرئه می‌کنند. ویلفرد مادلونگ می‌نویسد حریص بودن ابن زیاد به قتل حسین از سوگند خوردنش دربارهٔ لگدمال کردن جسد حسین توسط اسب‌ها هویدا می‌شود و این کینهٔ شدید از ماجرای اعتراض حسین به برادر خطاب کردن زیاد بن ابیه — پدر ابن زیاد — از سوی معاویه نشأت می‌گیرد. ویلفرد مادلونگ معتقد است که یزید مسئول اصلی قتل حسین است؛ چرا که وی می‌دانست که حسین حتی اگر موقتاً تسلیم شود، باز هم تهدیدی جدی برای خلافت یزید به‌شمار می‌آید و گرچه در نهان خواستار قتل حسین بود، اما به‌عنوان خلیفهٔ مسلمانان نمی‌توانست این میل را بروز دهد. وی که از کینهٔ شدید ابن زیاد به حسین آگاه بود، طی نامه‌ای به او هشدار می‌دهد که اگر حسین موفق به انجام کارش شود، ابن زیاد مجدداً به دوران بردگی اجدادش برمی‌گردد. یزید در نامهٔ خود، شدیداً به ابن زیاد توصیه می‌کند که مسلم بن عقیل را اعدام کند و او هم مشتاقانه این کار را انجام داد. یزید بعدها در ملاء عام، مسئولیت قتل حسین را به گردن ابن زیاد می‌انداخت و به همین سبب او خشمگین شد و از دستور یزید مبنی بر حمله به عبدالله بن زبیر در مکه سر باز زد.

#### خونخواهی حسین
کوفیان بلافاصله پس از نبرد کربلا بسیار پشیمان شدند و قیام‌هایی نظیر قیام تَوّابین و قیام مختار این مسئله را تأیید می‌کند. نخستین قیامی که به نیّتِ توبه و خونخواهی حسین بن علی رخ داد، نهضت توابین به رهبری سلیمان بن صرد خزاعی و با شعار یا لَثاراتِ الْحُسَین (ای صاحبان خون حسین) بود. سپاه توابین از لشکر امویان شکست خورد و اغلب رهبرانش کشته شدند و باقی‌ماندهٔ سپاه به مختار ثقفی پیوستند. مختار پس از به‌دست گرفتن کنترل کوفه، افراد دخیل در کشته شدن حسین را کشت. در نیمهٔ نخست سدهٔ دوم هجری زید بن علی (ف. ۱۲۲ ه‍.ق)، فرزند علی بن حسین، با شعار خونخواهی حسین بن علی و مقابله با ظلم امویان در کوفه قیام کرد. البته امامان شیعه در این قیام‌ها شرکت نداشتند و حتی شیعیان را از هواداری زید بن علی برحذر داشتند. پس از زید، فرزندانش راه وی را ادامه دادند. بدین ترتیب، زنجیره‌ای از قیام‌ها علیه امویان شکل گرفت که موجب تضعیف امویان شد و ابومسلم خراسانی با بهره‌برداری از این فضا، جنبش سیاه‌جامگان را برانگیخت، که منجر به سقوط امویان شد.

## مدفن
مدفن حسین بن علی در شهر کربلا و نزدیک به ۹۰ کیلومتری جنوب غربیِ بغداد قرار دارد. این آرامگاه احتمالاً دو سده پس از واقعهٔ کربلا شکل گرفته و تا سدهٔ سیزدهم هجری بازسازی شده و گسترش یافته است. این مکان در ابتدا دارای ساختمان نبود و با علامتی ساده نشان شده بود. پس از آن، در سدهٔ سوم هجری، یادمانی بر آن بنا شد که در دوران برخی از خلفای عباسی و امیران دیلمی و حُکّامِ ایلخانی و عثمانی مورد توجه واقع شد و به‌مرور شهر کربلا پیرامون آن ساخته شد و گسترش یافت.
روایات متعددی در مورد مکان دفن سر حسین وجود دارد؛ از جمله در کنار پدرش علی در نجف، خارج از کوفه اما نه در کنار علی، در کربلا به همراه بدن کاملش، در بقیع، در مکان نامعلومی در دمشق، در رَقّهٔ سوریه و در مسجدی به نام «محسن اَلْاَمین» در قاهره.

## همسران و فرزندان
اولین ازدواج حسین با رَباب بنت اِمرَءَ الْقَیْس بود. امرء القیس در زمان عمر بن خَطّاب به مدینه آمد و از طرف عمر به رهبری قبایل قُضاعَه — که به اسلام گرویده بودند — انتخاب شد. علی مسئلهٔ ازدواج پسرانش با دختران امرء القیس را مطرح کرد و وی قبول کرد که سه تن از دخترانش را به ازدواج حسنین درآورد. اما هم حسنین و هم آن سه دختر در آن زمان، بسیار کم‌سن‌وسال بودند و به‌نظر نمی‌رسد در همان موقع ازدواجی صورت گرفته باشد. حتی ممکن است که حسن با دختری که برایش برگزیده شده بود ازدواج نکرده باشد. حسین با رباب ازدواج کرد و اقوام امرء القیس در اواخر خلافت علی گه‌گاه برای میانجی‌گری و قضاوت پیش علی می‌آمدند. رباب همسر محبوب حسین بود و با وجود اینکه سال‌ها برای حسین فرزندی نیاورده بود، احتمالاً پس از کشته شدن علی، سُکَیْنه را — که در برخی منابع آمنه، آمینه و… ذکر شده — به دنیا آورد. ابوالفرج اصفهانی در کتاب اَلاَغانی از سکینه روایت می‌کند که حسن، حسین را به‌خاطر علاقهٔ زیادش به رباب سرزنش می‌نمود، اما حسین در پاسخ سه بیت شعر در اثبات علاقه به او خواند. رباب فرزند پسری به‌نام عبدالله برای حسین به دنیا آورد که در خردسالی در کربلا کشته شد و احتمالاً حسین به‌خاطر این فرزند، کنیه اباعبدالله را دارد. برخی منابع شیعی در سال‌های بعد، این فرزند را علی‌اصغر نامیده‌اند که دانشنامهٔ ایرانیکا این مطلب را بی‌اساس می‌داند. بعد از کشته شدن حسین، گفته می‌شود که رباب یک سال بر مزار حسین عزادار بود و از ازدواج امتناع می‌کرد.
مادلونگ می‌گوید حسین دو پسر به‌نام علی داشت که از آن دو، علی زین‌العابدین امام چهارم شیعیان، از حادثهٔ کربلا جان سالم به در برد و احتمالاً وی از دیگر پسر به نام علی، بزرگ‌تر بود و در زمان واقعهٔ کربلا، ۲۳ ساله بود؛ بنابراین باید در زمان خلافت علی به دنیا آمده باشد. مادلونگ مادر وی را کنیزی از ناحیه سِند می‌داند که بعد از کشته شدنِ حسین با یکی از غلامان حسین ازدواج کرد و پسری به نام عبدالله بن زبید را برای وی آورد. فرزندان عبدالله در یَنبُع زندگی می‌کردند. اما حاج منوچهری می‌گوید بنابر اغلب منابع و روایات، مادر سجاد، شهربانو معرفی شده است. به‌گزارش حاج منوچهری، در منابع نام سجاد گاهی علی اوسط و گاهی علی اصغر آمده و همین موضوع سبب شده نظرات گوناگونی دربارهٔ پسران حسین بیان شود. از سوی دیگر، در منابع روایی، میان علی اصغر و عبدالله نیز اشتباه و خلط صورت گرفته است. محافل شیعی معاصر با دقت در تشخیص فرزندان حسین، سجاد را علی اوسط، و علی اصغر را کودک شیرخوار در کربلا معرفی کرده‌اند؛ از میان این فرزندان، عبدالله — که از طریق یادکرد نامش در وقایع عاشورا، شناخته شده — از مادری قُضاعی و برادر تنی‌اش جعفر، فرزند دیگر حسین دانسته شده است. به‌گفتهٔ مادلونگ اگرچه منابع اولیهٔ اهل سنت، از زین‌العابدین با نام علی‌اصغر و از علی دوم با نام علی‌اکبر یاد می‌کنند، اما احتمالاً این حرف شیخ مفید و دیگر نویسندگان شیعی درست است که عکس این مطلب را صحیح می‌دانند. علی دوم، در سن ۱۹ سالگی در کربلا کشته شد. مادر وی لیلا، دختر اَبی‌مُرَّة بن عُرْوه ثَقَفی و مَیمونة بنت ابی‌سفیان، خواهر معاویه است. به‌گفتهٔ مادلونگ در ایرانیکا، بعد از صلح حسن با معاویه، حسین با لیلا ازدواج کرد که علی‌اکبر از او متولد شد. ابومره هم‌پیمان امویان بود. به نظر وی، این ازدواج احتمالاً برای حسین منافع مادی داشته است و وقوع آن نمی‌توانسته در زمان علی بوده باشد. حسین نام این فرزند را نیز علی گذاشت چرا که وی به‌خاطر والا بودنِ نسبِ عربیِ مادرش از زین‌العابدین — که از کنیزی زاده شده بود — برتر بوده است. معاویه در سخنی علی‌اکبر را بهترین شخص برای خلافت معرفی نمود؛ به این دلیل که به‌اعتقاد معاویه، وی شجاعت بنی‌هاشم، بخشندگی بنی‌امیه و غرور ثقفیان را یک جا جمع کرده بود.
بعد از درگذشت حسن، حسین با اُم‌ّاسحاق دختر طَلحه — صحابی مشهور محمد — ازدواج کرد و از وی صاحب دختری به‌نام فاطمه شد. مادلونگ می‌نویسد که برخلاف برخی گزارش‌ها، فاطمه باید از سکینه کوچک‌تر باشد. اما حاج‌منوچهری سکینه را، دختر کوچک و از رباب می‌داند. در زمان کشته شدن حسین، فاطمه به نامزدی حسن مُثَنّیٰ درآمده بود ولی هنوز ازدواج نکرده بود. به‌گزارش حاج منوچهری، حسین وَدایِعِ امامت را به وی سپرد و سپس او نیز آن‌ها را به برادرش، زین‌العابدین تحویل داد. به‌گفتهٔ مادلونگ، حسین با زن دیگری به نام سُلافه از قبیلهٔ بنی‌قُضاعه نیز ازدواج کرد و از وی صاحب فرزندی به نام جعفر شد که در زمان حیات حسین و در خردسالی درگذشت. جزئیات این ازدواج در دسترس نیست. برخی دیگر از منابع، از محمد، زینب و رُقَیّه نیز به عنوان فرزندان حسین نام برده‌اند که دارای اختلافات بسیاری با یکدیگر هستند.
حسن و حسین تنها نوادگان مرد پیامبر بودند که نسل‌های بعدی از آن‌ها به‌وجود آمدند. ازاین‌رو، هر شخصی که می‌گوید نسب او به پیامبر می‌رسد، یا با حسن نسبت دارد یا با حسین. حسن و حسین از این نظر با برادرخوانده‌های خود، نظیر محمدِ حَنَفیّه، هم تفاوت دارند. افزون بر امامان شیعهٔ دوازده‌امامی، همهٔ امامان اسماعیلیه نیز به‌واسطهٔ جعفر صادق، از نسل حسین بن علی هستند.
اسامی همسران و فرزندان مشهور وی به شرح ذیل است:
1. رباب بنت امرءالقیس
  1. عبدالله (علی‌اصغر) بن حسین (۱۰ رجب ۶۰ — ۱۰ محرم ۶۱)
  2. آمنه (سکینه) بنت حسین (؟ — ۱۱۷)
2. شهربانو
  1. علی (سجاد) بن حسین (۵ شعبان ۳۸ — ۱۲ محرم ۹۵)
3. لیلا بنت ابی‌مرّه
  1. علی (اکبر) بن حسین (۱۱ شعبان ۳۶ — ۱۰ محرم ۶۱)
4. ام‌اسحاق بنت طلحه
  1. فاطمه بنت حسین (۳۰ — ۱۱۰)
5. سلافه
  1. جعفر بن حسین (متوفای کودکی)[۲۴۷]

## ویژگی‌های ظاهری و اخلاقی
حسین چهره‌ای سپید داشت و گاهی عمامهٔ خز و گاهی عمامهٔ سیاه بر سر می‌گذاشت و موی سر و ریشَش را خِضاب می‌کرد. وی با مسکینان هم‌سفره می‌شد یا آنان را به خانهٔ خود دعوت می‌کرد و آنان را طعام می‌داد. معاویه دربارهٔ حسین می‌گفت که وی و پدرش علی، اهل نیرنگ نیستند و عمرو عاص او را محبوب‌ترینِ زمینیان نزد اهل آسمان می‌دانست.
به‌گفتهٔ دانشنامهٔ اسلام، از ویژگی‌های اخلاقی حسین بردباری، تواضع، فصاحت، و در نهایت صفاتی است که از رفتارهای وی می‌توان برداشت کرد مانند خوار شمردن مرگ، بیزاری از زندگی ننگین، غرور و مانند این‌ها. در بسیاری از روایات، به شباهت حسین و برادرش به محمد اشاره شده و هر کدام به نیمی از پیکرهٔ پدربزرگ‌شان مانند شده‌اند. ویلفرد مادلونگ در دانشنامهٔ ایرانیکا می‌گوید به نظر می‌رسد حسن به‌عنوان نوهٔ بزرگ‌تر، بیشتر مورد توجه محمد بوده و خاطرات بیشتری از او داشته است. مادلونگ بر این باور است که حسن و حسین شبیه به محمد بودند، اما شباهت حسن بیشتر بود. حسن خُلق و خوی محمد را داشت و از سیاست‌های پدرش علی بن ابی‌طالب انتقاد می‌کرد، اما حسین به پدرش شبیه بود. مادلونگ، این واقعیت را که حسن دو تن از پسرانش را محمد نامید و هیچ‌کدام را علی نام ننهاد و حسین دو تن از چهار پسرش را علی نام نهاد و هیچ‌کدام را محمد ننامید، دلیلی بر این مدعا می‌داند. برخلاف روحیهٔ صلح‌طلبیِ حسن، حسین روحیهٔ جنگجویی و حس غرورِ خانوادگیِ پدرش را داشت، گرچه توانایی جنگاوری و تجربهٔ آن را همانند پدرش نداشت. با اینکه علی بن ابی‌طالب، حسن را برای خلیفه شدن بعد از خودش آموزش می‌داد، اما به‌نظر می‌رسد که رفتار علی نسبت به حسین آسان‌گیرانه‌تر و حمایت‌آمیزتر بوده است. رسول جعفریان روایاتی را که در آن حسین شبیه علی و حسن شبیه محمد معرفی شده را جعلی می‌داند؛ به‌گفتهٔ وی تصویر ارائه‌شده در این روایات می‌توانست به‌منظور تخریب چهرهٔ علی و عاشورا باشد و به کار کسانی بیاید که طرفدار گرایش‌های عثمانی بودند. سید محمدحسین طباطبایی در این باره می‌گوید: نظر برخی از مفسران دربارهٔ تفاوت سلیقهٔ حسنین، سخنی نابجا است؛ زیرا حسین با وجود عدم بیعت با یزید، مانند برادرش ده سال در حکومت معاویه به سر برد و هرگز سر به مخالفت برنداشت. محمد عمادی حائری معتقد است حسین را در اکثر منابع شبیه به محمد، و در یک روایت شبیه‌ترین فرد به او دانسته‌اند. روایتی نیز موجود است که علی، حسین را شبیه‌ترین فرد به خود از نظر رفتار می‌داند.
حسین در مدینه به بخشندگی معروف بود و غلامان و کنیزانش را در صورت مشاهدهٔ خوش‌رفتاری آزاد می‌کرد. روایتی وجود دارد که معاویه، کنیزی را به‌همراه اموال و لباس فراوان برای حسین فرستاده بود. وقتی این کنیز آیاتی از قرآن و شعری در مورد ناپایداری دنیا و مرگِ انسان را خواند، حسین وی را آزاد نموده و اموال را به او بخشید. یک بار یکی از غلامان حسین کاری نادرست انجام داد. اما پس از آنکه غلام آیه «وَالْعافینَ عَنِ النّاس» را خواند، حسین او را بخشید و پس از آن غلام آیه «وَاللّهُ یُحِبُّ الْمُحسِنین» را به زبان آورد و حسین غلام را به‌خاطر این کار آزاد کرد. حسین، دِیْنِ اُسامَة بن زِیْد را که بیمار و ناتوان از ادای آن بود، پرداخت. روایتی وجود دارد که حسین املاک و اجناسی را که به وی ارث رسیده بود، پیش از دریافت آن‌ها بخشید. او همچنین دِینِ مرد دیگری را پس از آنکه به سه پرسش حسین پاسخ داد، پرداخت و انگشتری‌اش را به او داد. یک زن و مرد یهودی با مشاهدهٔ بخشندگی حسین، مسلمان شدند. حسین به معلمِ فرزندانش مال و پوشاک فراوان هدیه داد و دهانش را پر از دُرّ کرد؛ در حالی که اذعان می‌داشت که این، جبران‌کنندهٔ ارزش کار معلم نیست. مردی شامی، یک بار به حسین و علی ناسزا گفت، اما حسین از او درگذشت و او را مورد مهربانی و لطف خود قرار داد. گفته‌اند که جای کیسه‌های آذوقه‌ای که حسین برای مسکینان می‌بُرد، در روز عاشورا بر بدنش آشکار بود.

## موقعیت علمی و روایی
حاج منوچهری می‌گوید حسین در منظر شیعه به‌عنوان انتقال‌دهندهٔ امامت و وصایت مطرح است؛ او با درک روزگار پیامبر اسلام، علی بن ابی‌طالب و فاطمه زهرا، سبب ترویجِ علمِ علوی به‌وسیلهٔ تبیین سلسلهٔ وصایت است. از منظر رجالی–تاریخی، وی در جایگاه صحابی پیامبر و علی بن ابی‌طالب و نیز راویِ فاطمه زهرا قرار دارد. تعالیم حسین از جد و پدرش در مباحث مختلف، به‌ویژه در منابع شیعی بسیار نمود یافته و سلسلهٔ روایت از شاگردان حسین و انتقال علم امامت در قالب مفهوم وصایت و امامت از آدم تا خاتم و سپس تا مهدی مورد بحث واقع شده است. به‌باور شیعه، معلمِ امامان کسی جز معصوم نیست، اما در منابع اهل سنت، گزارش شده که حسین از عمر و جمعی دیگر از صحابه حدیث شنیده است و نیز نقل شده که علی بن ابی‌طالب قاری نامدار کوفه، ابوعبدُالرَّحمٰن سُلَمی را به معلمی حسنین گماشت.
منابع اهل سنت به سَبکِ محدثان، در دسته‌بندی سنتی استادان و شاگردان، حسین را در طبقات رجالی معرفی کرده‌اند. به این دلیل که حدیث نام حسین در سلسلهٔ راویان قرار دارد، در میان بسیاری از این منابع از روایات حسین استفاده شده؛ به‌ویژه آنکه بسیاری از مفاهیم در سیرهٔ پیامبر اسلام، به‌واسطهٔ علی بن ابی‌طالب به حسنین منتقل شده است. از سوی دیگر، یاران و اصحاب حسین، مخاطب و راوی خود او بوده‌اند. در منابع رجالی اهل سنت، فرزندان حسین — سجّاد، فاطمه و سُکَیْنه —، زید بن حسن — برادرزادهٔ حسین —، عَکرَمه، عُبَیْد بن حُنَیْن، فرزدق، عامِر شَعبی، شُعَیْب بن خالد و طلحهٔ عقیلی به‌عنوان راویان وی شمرده شده‌اند. از این میان، سجاد و فرزندش محمد باقر، بیشترین روایت را نقل کرده‌اند.

## آثار
از حسین بن علی روایات، خطبه‌ها و نامه‌هایی به‌جا مانده که در منابع اهل سنت و شیعه موجود است. روایات از وی را می‌توان به دو دورهٔ پیش و پس از امامت بخش بست. در دورهٔ نخست — که دوران زندگی‌اش در عصر حیات پدربزرگ، پدر، مادر و برادرش است — دست‌کم دو گونه روایت از او موجود است: نخست روایت‌های او از نزدیکانش، و دوم احادیث شخصِ وی. در منابع اهل سنت صرفاً جنبهٔ روایی–رجالی این روایات مدنظر قرار گرفته است. این دسته از مُسنَدها، مانند مسند صحابهٔ پیامبر اسلام، مسندی به‌نام حسین بن علی نیز دارند. ابوبکر بزار در مسند خویش، مسند حسین بن علی را با ۴ حدیث و طبرانی مسند وی را با ۲۷ حدیث به‌ترتیب صحابه آورده‌اند. در مسند حسین بن علی، افزون‌بر احادیث خود حسین، احادیثی از پیامبر اسلام و علی بن ابی‌طالب نیز موجود است. در عصر حاضر عزیزالله عطاردی مُسنَدُ الإمامِ الشَّهیدِ أبی عبداللهِ الْحُسَینِ بنِ علی را گردآوری کرده است.
در دستهٔ خطبه‌های حسین بن علی، در منابع خطبه‌هایی از وی در دورهٔ پیش از امامت موجود است که برخی بسیار مشهورند. از این دست، خطبهٔ حسین بن علی پس از بیعت همگانی با علی بن ابی‌طالب و دیگر، خطبه‌اش در نبرد صفین است. از دیگر نمونه‌ها، شعری از حسین در فقدان برادرش حسن پس از خاک‌سپاری وی است. خطبه‌ها و نامه‌های حسین بن علی در دوران امامتش بیشتر از دوران پیش از امامتش است. نامه‌های او با شیعیان و نیز نامه‌هایش با معاویه دربارهٔ پایبندی به عهدنامهٔ صلح، رَدّیه بر عملکرد معاویه به‌ویژه دربارهٔ یزید و نیز خطبه‌ها و نامه‌های وی در قالب اندرزنامه در آغاز دوران خلافت یزید در منابع ذکر شده است. بخش مهمی از خطبه‌ها و نامه‌ها متعلق به دورهٔ قیام حسین بن علی است. نامه‌نگاری‌ها با کوفیان، بصریان و اشخاصی مانند مسلم بن عقیل از این دستند. احادیثی دربارهٔ موضوعات فقهی، تفسیری، عقاید، حِکَم و مواعظ، ادعیه، اندرز و شعر نیز از حسین باقی است که در منابع شیعه و اهل سنت به‌صورت پراکنده موجودند و در قالب مجموعه‌هایی تدوین و منتشر شده‌اند. اَلْمُنتَخَبُ فی جَمعِ الْمَراثیِ و الْخُطَب از فَخرالدّین طُرَیْحی (سدهٔ یازدهم هجری)، مَوسوعَةُ کَلِماتِ الْإمامِ الْحُسَین و خُطَبُ الْإمامِ الْحُسَین عَلیٰ طَریقِ الشَّهادَة از لَبیب بَیْضون، دیوانُ الْحُسَیْنِ بنِ علی از محمد عبدالرحیم، رَسائِلُ الْإمامِ الْحُسَین از عبدالکریم قزوینی، خُطَبُ الْإمامِ الْحُسَین از محمدصادق نجمی، بَلاغَةُ الْحُسَین از مصطفی آل‌اعتماد از این آثارند. از حسین بن علی دعاهایی نیز بر جای مانده که در قالب مجموعه‌هایی با عنوان اَلصَّحیفَةُ الْحُسَیْنیَّة یا أَدعیَةُ الْإمامِ الْحُسَین منتشر شده است.
از مشهورترین دعاهای شیعه و نیز آثار حسین بن علی که در کتاب معیار مفاتیح‌الجنان ضبط شده، «دعای عرفه» است. به‌گفتهٔ ویلیام چیتیک این دعا مشهورترین دعا از نظر زیبایی و ساختار معنوی‌اش است و هر سال در روز عرفه و در موسم حج — یعنی زمانی که برای نخستین بار از سوی حسین بن علی بیان شده — توسط حجاج شیعه و نیز در دیگر اوقات سال خوانده می‌شود. این دعا نقش ویژه و مهمی در الهیات شیعه دارد و ملاصدرا، فیلسوف و عارف بزرگ در آثار خویش بارها به این دعا ارجاع داده است.

## در قرآن و حدیث

### در آیات قرآن

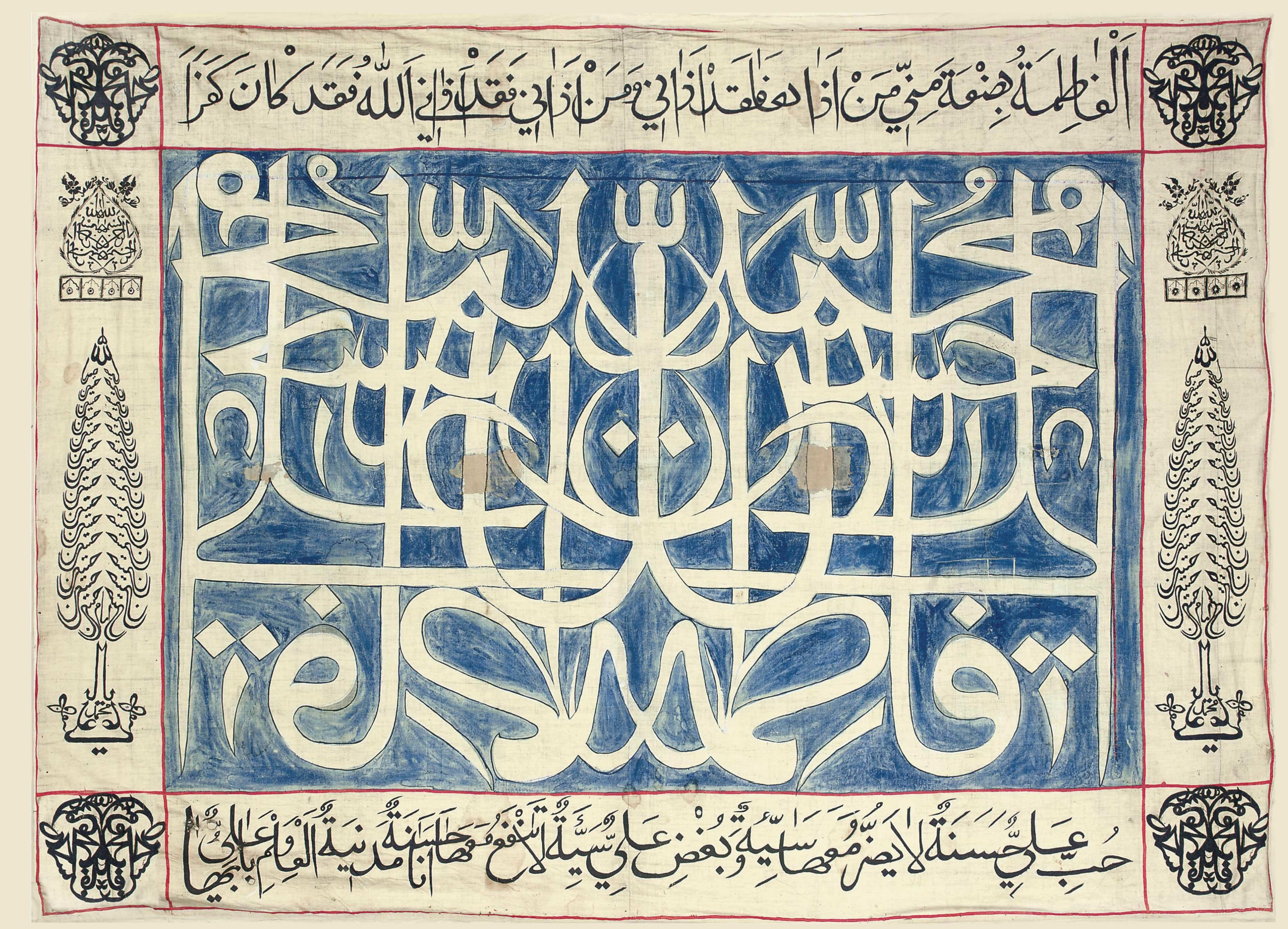
خط‌نقاشیِ نام آل کسا و دو حدیث از پیامبر اسلام روی پارچه، احتمالاً متعلّق به ایران یا آسیای مرکزی، سدهٔ سیزده ه‍. ش

بسیاری از مفسّران اهل سنت و شیعه مانند فخر رازی و سید محمدحسین طباطبایی، در تفسیر سوره انسان، شأن نزول آن را مرتبط با علی و فاطمه و داستان بیماری فرزند یا فرزندانشان و نذر برای بهبودیشان برمی‌شمارند.
به‌نوشتهٔ سید محمدحسین طباطبایی در تفسیر المیزان، رویداد مُباهِله بیانگر ماجرای رویارویی پیامبر اسلام و اهل بیتش از یک‌سو و مسیحیان نَجران ازدیگرسو است. طباطبایی می‌گوید که بنابر روایات، مقصود از ابناءنا در آیهٔ مباهله حسن و حسین بوده‌اند. بسیاری از مفسران اهل سنت نیز بیان کرده‌اند که منظور از افراد در آن، علی، فاطمه، حسن و حسین هستند.
طباطبایی در تفسیر آیهٔ تطهیر در المیزان، مخاطب این آیه را اصحاب کسا می‌داند و به احادیث آن که تعداد آن‌ها بیش از هفتاد حدیث است و بیشتر از طریق اهل سنّت هستند اشاره می‌کند. مفسران اهل سنت ازجمله فخر رازی و ابن کثیر نیز در تفسیر خود ضمن بیان روایات مختلف دربارهٔ مصداق اهل بیت در این آیه، علی، فاطمه، حسن و حسین را از مصادیقش می‌شمارند.
در توضیح و تفسیر آیهٔ ۲۳ سورهٔ شُوریٰ، طباطبایی در المیزان ضمن گزارش و نقد گفته‌های مختلف مفسران، گفته است که مقصود از «مَوَدَّتِ قُربیٰ»، محبّت اهل بیت محمّد؛ یعنی علی، فاطمه، حسن و حسین است. او در ادامه، روایات گوناگونی از اهل سنت و شیعه را آورده است که این موضوع را تصریح کرده‌اند. مفسران اهل سنت همچون فخر رازی و ابن کثیر نیز به این موضوع اشاره کرده‌اند.
آیهٔ ۱۵ سورهٔ احقاف دربارهٔ زنی حامله صحبت می‌کند که درد و رنج بسیاری را تحمل می‌کند. این آیه را اشاره‌ای به فاطمه زهرا، و فرزند را نیز حسین می‌دانند که در آن وقتی خداوند به محمد در مورد سرنوشت این نوه تسلیت گفت و محمد این موضوع را به فاطمه زهرا ابراز داشت و او بسیار پریشان شد.
پس از آنکه خداوند اسامی پنج تن را به زکریا یاد داد، آیهٔ رمزآلود اول سورهٔ مریم — کهیعص — را برای زکریا به این صورت رمزگشایی کرد: ک = کربلا، ه = هلاک العترة، ی = یزید، ع = عطش، ص = صبر. این مطلب نشان‌دهندهٔ شباهت خارق‌العاده‌ای بین سرنوشت یحیی و حسین است که احتمالاً با توجه به این موضوع است که سر هر دو بریده، و در تشت قرار داده شد. بر طبق روایتی دیگر، خون حسین همانند خون یحیی به جوشش خواهد آمد و خداوند برای آنکه این جوشش را تسکین دهد، هفتاد هزار نفر از منافقان و کفار و مؤمنان شرور را نابود خواهد کرد، همان‌گونه که این کار را برای انتقام از یحیی انجام داده بود.
از آیات دیگری که شیعه آن را منتسب به حسین می‌داند می‌توان به آیهٔ ۶ سورهٔ احزاب و ۲۸ سورهٔ زخرف اشاره نمود که در مورد ادامهٔ امامت از نسل وی تفسیر شده است. همچنین آیاتی چون ۷۷ سورهٔ نسا، ۳۳ سورهٔ اسرا و ۲۷ تا ۳۰ سورهٔ فجر — که در نزد شیعه سورهٔ حسین دانسته شده — از نظر شیعه به قیام و کشته شدن حسین اشاره می‌کند.

### در سیرهٔ پیامبر اسلام
روایات مختلفی مبنی بر دلبستگی پیامبر اسلام به حسین وجود دارد که مهم‌ترین آن‌ها، روایتی در قالب دعا برای دوستداران حسین است. حسین در روایاتِ مربوط به «ثَقَلَیْن» در جایگاه مصداقی برای ثقلِ دوم قرار داده شده است. در گروهی دیگر از روایاتِ مربوط به حسنین، آنها «سرور جوانان اهل بهشت» معرفی شده‌اند. نام او و حسن، با توجه به سنِ کم‌شان، در شمار بیعت‌کنندگان در تجدید بیعت با پیامبر آمده که نشان‌دهندهٔ هدف پیامبر در تثبیت جایگاه تاریخی–اجتماعی ایشان است. درک این موضوع با توجه به روایات دربارهٔ امامت ایشان در همه حال — چه قعود و چه قیام — و حضورشان در کنار پیامبر اسلام در قیامت بیشتر امکان‌پذیر است. جز این روایات، دو دسته روایت دیگر از پیامبر دربارهٔ حسین قابل تأمل است: نخست روایاتی دربارهٔ خاک سرزمین کربلا و ارتباطش با حسین؛ و دوم تعبیری در روایتی از پیامبر مبنی بر میراث نبوی بودنِ جُرئَت و سخاوت حسین بن علی است.
خبرِ سرنوشتِ حسین در میان گذشتگان
روایاتی وجود دارد که جبرئیل در زمان ولادت حسین، به محمد خبر داد که امّت وی حسین را می‌کشند و نسل امامت از وی خواهد بود و محمد هم اصحابش را از کشته شدن حسین باخبر کرده بود. به‌جز محمد، علی و حسن نیز چنین مطلبی را بیان کرده بودند. خداوند نیز پیامبران پیشین را از ماجرای کشته شدن حسین باخبر کرده بود. علی نیز می‌دانست که حسین در کربلا کشته می‌شود و یک بار که از کنار این منطقه می‌گذشت، توقف کرد و گریست و به یادِ پیش‌گویی محمد افتاد. او کربلا را کَرْب (مصیبت) و بَلا (آزمایش) تفسیر کرد. کشتگانِ کربلا بدون هیچ حسابی به بهشت وارد می‌شوند.

## در دیدگاه مذاهب اسلامی

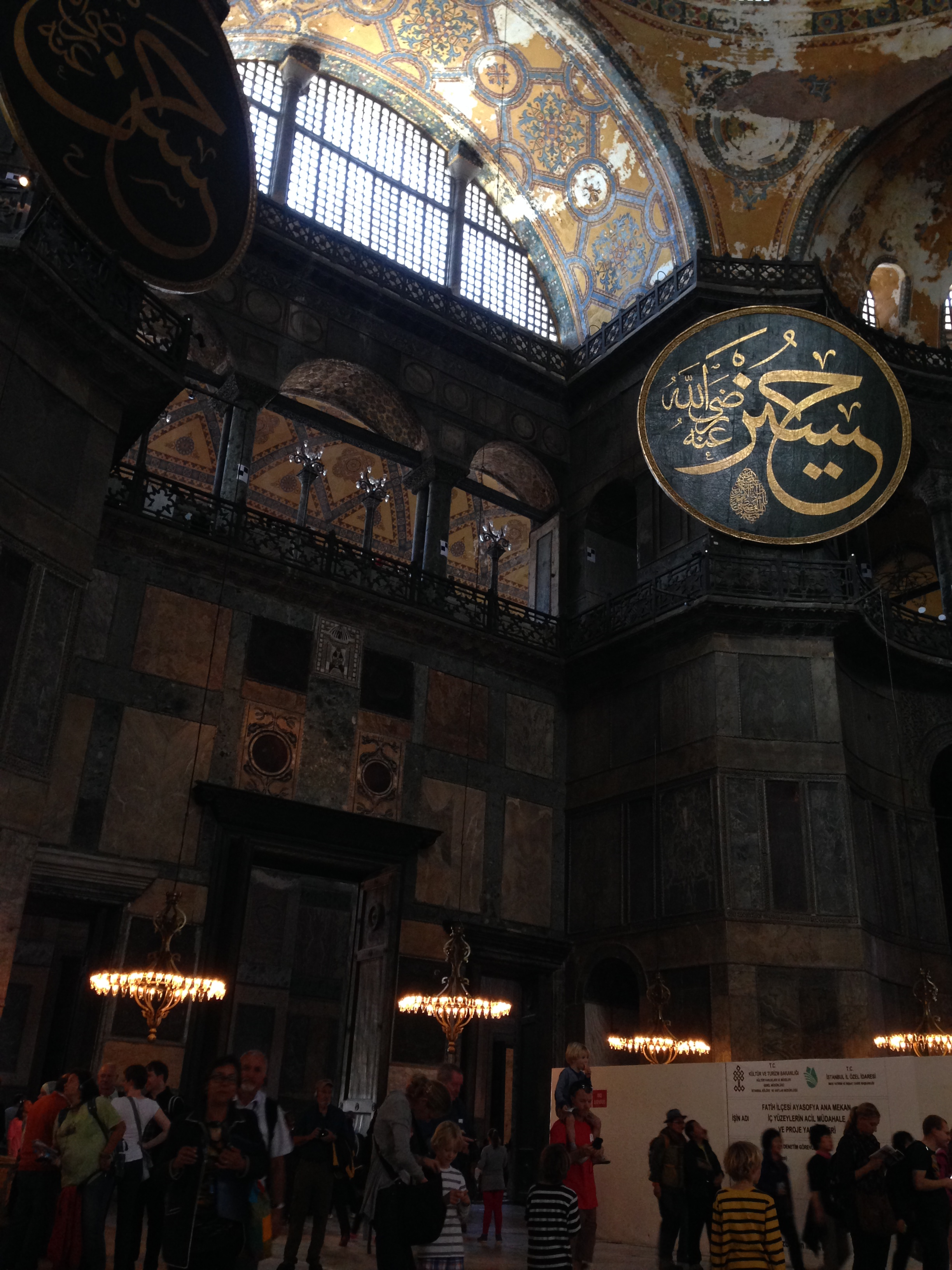
نقش نام حسین نصب‌شده بر یکی از ستون‌های مسجد ایاصوفیه در استانبول ترکیه

اکثر مسلمانان مقام حسین را گرامی می‌دارند. تنها هواداران بنی‌امیه بودند که به علت شورش علیه دولت اسلامی وقت، به وی لقب «باغیُ بَعدُ اِنعِقادِ الْبَیْعَة» می‌دادند و قتل او توسط یزید را قابل اغماض می‌دانستند. اما نه تنها کسانی که از بنی‌امیه متنفر بودند، با این فرقه مخالفت می‌کردند؛ بلکه حتی گروهی که «آگاهانه عمل کردنِ» قاتلان را نمی‌پذیرفتند و در عین حال به‌منظور جلوگیری از جنگ‌های داخلی در اسلام، به‌دنبال بهانه‌ای برای خودداری از سرزنش کردن حسین یا صحابه و تابعینِ بی‌طرف در نزاع حسین و یزید بودند نیز از مخالفان طرفداران بنی‌امیه در قضیهٔ قتل حسین بودند؛ بنابراین تقریباً اکثر مسلمانان حسین را به‌علت نوهٔ محمد بودن و این عقیده که وی خود را در راه حق قربانی کرده، مُکَرَّم می‌شمارند.

### دیدگاه اهل سنت
منابعِ فراوانی از عالمانِ اهل سنت مانند زَمَخْشَری، ابونعیم اصفهانی، احمد بن حَنبَل، ابن کثیر، فضل بن روزبِهان خُنجی، ابوالحسن اَشعَری، شهاب‌الدین آلوسی و بسیاری دیگر، از علاقه و محبت پیامبر اسلام به حسین بن علی می‌گویند، از خبر پیامبر دربارهٔ کشته شدن حسین گزارش می‌کنند و از شخصیت و فضایلش و از زهد، عبادت، شجاعت و جوانمردی‌اش خبر می‌دهند. آنها قیام او را، قیام علیه ظلم می‌دانند، قاتلان وی را لعنت می‌کنند، او را الگوی مسلمانان و آزادگان می‌خوانند و در رثایش شعر می‌سرایند.
رویکرد مثبت اهل سنت به حسین به‌احتمالِ قوی نشأت‌گرفته از روایات حزن‌انگیزی است که ابومِخنَف جمع‌آوری کرده که این روایات بعضاً مستقیماً یا با اسنادی کوتاه اکثراً از کوفیانی نقل شده که از عملکرد خود نسبت به حسین پشیمان شدند. این روایات حزن‌انگیز کوفیان، که نشانه‌ای از گرایش‌های شیعی‌گرایانهٔ ابومخنف بود، منشأ روایاتی شد که مورخان بعدی از آن‌ها استفاده نمودند و در جهان اسلام پراکنده شد. به‌گفتهٔ رسول جعفریان، اعتقاد به جبر که توسط معاویه در جامعهٔ اسلامی انتشار داده شد، موجب شد که هیچ‌گاه حرکت حسین برای اهل سنّت یک قیام علیه فساد قلمداد نشود و تنها آن را یک شورش غیرقانونی (فتنه) شناختند.

### دیدگاه شیعه
مهم‌ترین مؤلّفه‌های دیدگاه‌های شیعیان دربارهٔ حسین، اعتقاد به امامت حسین و داشتن ویژگی‌های یک امام از سوی مذاهب شیعه دوازده امامی، اسماعیلیه و زیدیه است. همانند دیگر امامان، حسین واسطهٔ بین خدا و خلق است. از طریق این تَوَسُّل است که شیعیان، راهنمایی و هدایت می‌شوند یا از مشکلات رهایی می‌یابند. در روایات شیعه، احادیثی از محمد و امامان شیعه آمده که ثواب‌های زیادی برای رفتن به زیارت حسین ذکر شده است. همچنین کرامات زیادی برای خاک آن مزار بیان کرده‌اند. حسین به‌عنوان یکی از پنج تن آل عبا، تمامی ویژگی‌های الهی که در حسن مجتبی وجود دارد را نیز داراست و به‌عنوان نوهٔ محمد دارای احترام است. او ۲۵ حج پیاده از مدینه تا مکه گزارْد. حدیثی وجود دارد که حاکی است خداوند حسین را مُخَیَّر کرد که یا قربانی شود یا به کمک ۴۰۰۰ فرشته که در جنگ بدر برای یاری محمد آمده بودند، پیروز شود. این حدیث ارزش نهضت وی را بالا می‌بَرَد؛ چون این عملِ حسین را داوطلبانه نشان داده و بنابراین به آن ارزش زیادی می‌بخشد. این ۴۰۰۰ فرشته تا روز قیامت بر مزار حسین گریه کرده و برای زائرانش طلب آمرزش می‌کنند.
عمادی حائری در دانشنامهٔ جهان اسلام می‌نویسد احادیثی از محمد بیانگر آن است که علی، حسن و حسین و نُه تن از فرزندان حسین مقام امامت دارند. ابن بابِوَیْه این مطلب را که امامان بعدی شیعه از فرزندان حسین بوده‌اند و نه حسن، به ماجرای هارون و موسی تشبیه می‌کند. عمادی حائری در ادامه برای اثبات امامت حسین از دیدگاه شیعه از وصیت حسن دربارهٔ جانشینی حسین و سفارش به محمد حنفیّه در مورد تبعیت از حسین استفاده می‌کند. شیخ مفید معتقد است امامت حسین پس از درگذشت حسن قطعی بوده، اما حسین در زمان معاویه به سبب تقیّه آن را آشکار نمی‌کرده، ولی در زمان یزید آن را علنی کرده است. از دیدگاه شیعه، یکی از پیش‌نیازهای امامت، علم کامل به معارف دین است. عمادی حائری به روایتی اشاره می‌کند که علی از حسین خواست تا برای مردم سخنرانی کنند تا در زمان‌های بعد، قُرَیْش او را بدون علم خطاب نکنند. علاوه بر آن عمادی حائری برای اثبات امامت حسین از دیدگاه شیعه، به سخنانی از صحابه دربارهٔ مقام علمی حسین و درخواست فِتوا از او، به سخنان خود حسین دربارهٔ امامت خود و برخی معجزات و کرامات به‌دست وی اشاره می‌کند و در ادامه بیان می‌کند که در روایات، برخی از کرامات و معجزات را به هر دو — حسن و حسین — نسبت داده‌اند و تفکیکی صورت نپذیرفته است.
به‌گفتهٔ ولیری، مبنای تجلیل شیعیان از حسین، اقدام برجستهٔ مقدس و اخلاقی او و آرمان‌های اصیلی است که وی خود را قربانی آن‌ها کرد. با توجه به این اعتقاد که امامان همهٔ آنچه را که بوده، هست و خواهد بود می‌دانند و علم‌شان در گذشتِ زمان افزوده نمی‌شود، این نتیجه گرفته می‌شود که حسین سرنوشت خود و یارانش را از پیش می‌دانست؛ ازاین‌رو با آگاهی از قربانی شدنِ قریب‌الوقوعش و بدون هیچ تردید یا تلاشی برای گریز از ارادهٔ خداوندی از مکه عازم کوفه شد. در منابع شیعی در مورد علت این‌گونه قربانی شدن حسین می‌نویسند که وی خود و اموالش را فدا کرد تا دین جَدَّش محمد را احیا کند یا آن را از دست ویرانی‌هایی که به دست یزید رخ داده بود، نجات دهد. علاوه بر آن، وی با این عمل بر آن بود تا نشان دهد که عملکردِ منافقانه، شرم‌آور است و خواست تا به مردم یاد دهد که قیام بر ضد حاکمِ فاسق، ضروری است. به‌طور خلاصه، وی خود را اسوه‌ای برای مسلمانان قرار داد؛ ولیری بر این باور است که اعتقاد به این که حسین می‌خواست با خونِ خود مردم را از گناهان رهایی بخشد و با قربانی شدنش پیام‌آور آزادی برای مردم جهان باشد، با ادبیات شیعه بیگانه است یا حداقل نشانه‌ای از آن در متونی که دیده است پیدا ننموده است و ممکن است این مفهوم بعدها در مراسم تعزیه یا اشعار اخیر نفوذ کرده باشد، چون این تغییرِ مفهوم از توسّل به این معنیِ فعلی، تحت تأثیر تفکراتِ مسیحی صورت پذیرفته است.
اسماعیلیانِ نَزاری، پس از کشته شدنِ علی بن ابی‌طالب در سال ۴۰ ه‍.ق — که همهٔ شیعیان او را به‌عنوان اولین امام می‌شناسند — پسرش حسین را به‌عنوان جانشینِ مطلق و تامُّ‌الْاِختیارِ امامت پذیرفته‌اند؛ اگرچه در بیشتر روایاتِ شیعه، پسر بزرگ‌ترِ علی، حسن نیز به‌عنوانِ جانشین شناخته می‌شود. اما نزاریه نقش وی را به‌عنوان مُتِوَلّی در نظر می‌گیرند، تا زمانی که حسین امامت را بر عهده گرفت.

#### کرامات و فضائل حسین در باور شیعه

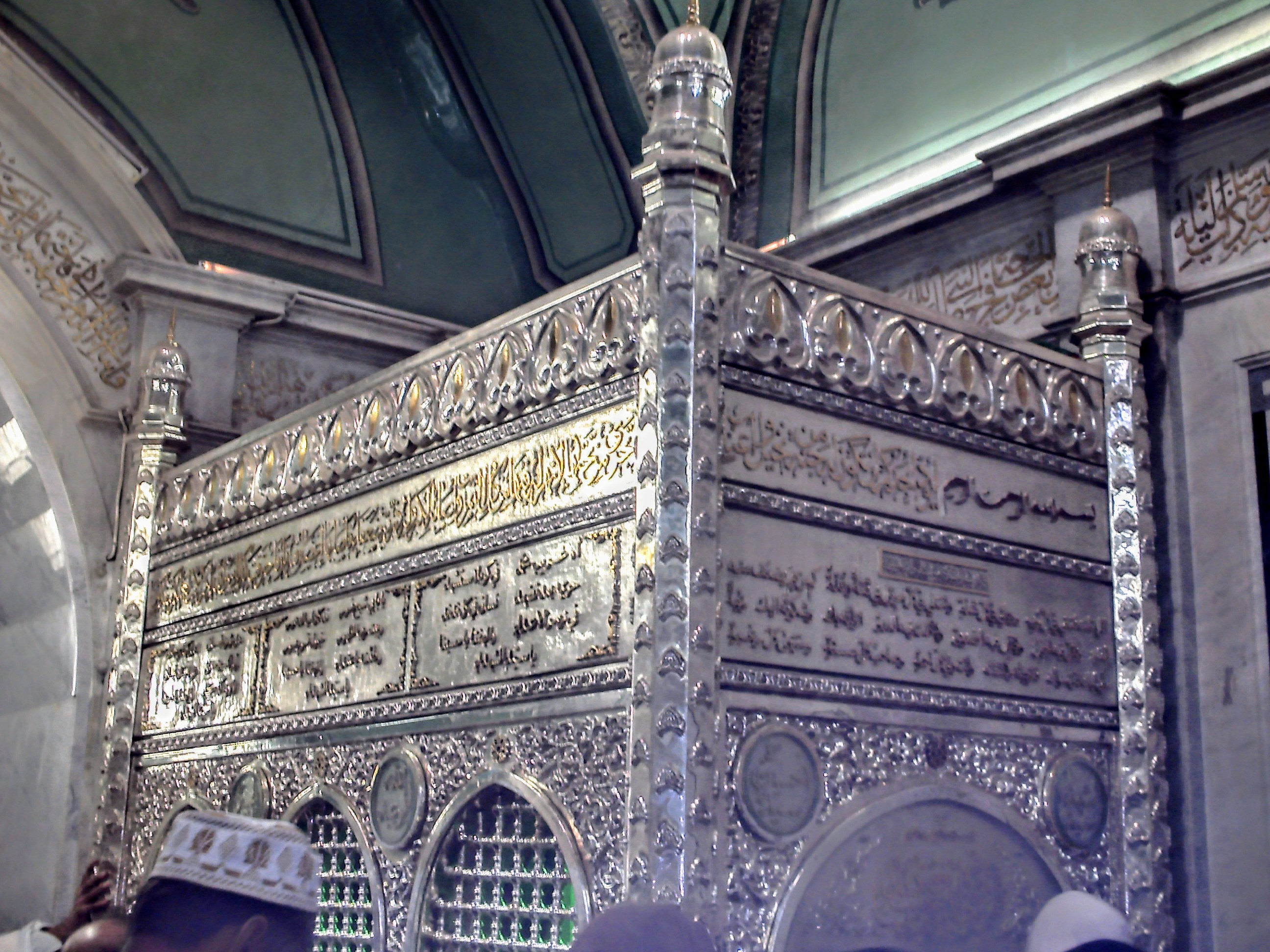
مقام رأسُ الْحُسَیْن در مسجد اموی دمشق مکانی است که گفته می‌شود سر حسین پس از جداشدن از بدنش در نبرد کربلا و انتقال به کاخ یزید، مدتی در آنجا قرار داشته است.

دسته ای از روایات دربارهٔ کرامات حسین در نگاه شیعه به تولد حسین و پیش از آن اختصاص دارد. در این دسته از روایات، بیشتر به نزول جبرئیل نزد پیامبر اسلام جهت تبریک یا نوید تولد فرزندِ کشته‌شده به‌دست امتش، آوردن مقداری خاک کربلا برای پیامبر برای توصیف مکانِ کشته شدن کودکِ تازه‌متولدشده، و ناراحتی فرشتگان برای کشتن این کودک اشاره می‌شود. دیگر، بیان جایگاه حسین و برخی از فرشتگان مانند رَفائیل که در بعضی روایات، خبررسانِ کشته‌شدن حسین است؛ تبیین ارتباط و شباهت میان ماجرای حسین و یَحیی بن زَکریّا و جایگاهِ یکسانِ قاتلان آنان در قیامت؛ و نیز نخستین لعنت‌کنندگان بر قاتلان حسین که ابراهیم، موسی، داوود و عیسی بوده‌اند. دومین دستهٔ کرامات یادشده برای حسین، مداوای بال شکستهٔ فرشته‌ای به‌نام رفائیل با لمس حسین در آغاز ولادت است؛ و نیز مداوای برخی بیماری‌ها بدون طبابت و به کرامت است. سومین گروه روایات به کراماتِ پس از شهادت حسین مربوط می‌شود مانند خونین‌رنگ شدن آسمان در روز عاشورا و بارشِ خاکستر و خون و گرفتگی خورشید؛ شیوَن همهٔ موجودات در خشکی و دریا و آسمان و فرشتگان و جِنّیان؛ و جاری شدن خون از زیر هر سنگ.
به نظر لئورا وچا ولیری سه گونه باور نسبت به حسین وجود دارد: آن‌هایی که عنصر گیتی شناسانه در آن‌ها غالب است و «نور» در آن‌ها نقش مهمی دارد، آن‌ها که شخصیت آخرالزمانی دارند و آن‌هایی که حسین در آن‌ها شخصیتی تاریخی دارد که برای محققان شناخته شده است، ولی در هاله‌ای از معجزات قرار دارد که او را به جایگاهی فراانسانی بالا می‌برد. به‌باور ولیری در گروه اول که حاصل تأثیر باورهای ماوراءالطبیعی، خیلی قدیمی‌تر از اسلام و بسط‌داده‌شده از سوی غُلاتِ شیعه است، حسین کارکردی در پیوند با دیگر اهل بیت دارد و کاملاً برابر برادرش حسن است.
داستان‌هایی که دربارهٔ حسین نقل می‌شود، از ابتدا تحت تأثیر جایگاه او به‌عنوان امام شیعه و یکی از چهارده معصوم — که در جهان‌شناسی شیعه، ذاتی فراطبیعی به آنان اعطا شده — قرار داشت. بسیاری از داستان‌ها از معجزات خونِ حسین و سر بریدهٔ سخنگوی او نشأت گرفته است؛ از جمله مکالمهٔ یک کشیش که موجب می‌شود یک کشیش بیزانسی در زمرهٔ بازیگران دربار یزید در تعزیه جای بگیرد. داستان‌ها و نمادهای مربوط به حسین تحت تأثیر درون‌مایه‌های فرهنگ ایرانیِ قبل از اسلام نظیر خون سیاوش و انتقام اوست. همچنین لاله به‌عنوان نمایندهٔ خون و رنج شهدا و نقش برجستهٔ اسب قهرمان؛ علاوه بر این در تضاد با حسین که ذاتی بهشتی دارد، قاتلان او اهریمن جلوه داده شده و به‌صورت حیوان در می‌آیند و باور بر این است که انتقام آخرالزمانی، نسل آن‌ها را عذاب خواهد داد. مخاطبان، مخصوصاً حکایت‌هایی در خصوص تولد حسین، سرنوشت غم‌بار او و برادرش حسن و معجزات مربوط به کشته شدن او و پیامدهایش را بسی احساسات‌برانگیز می‌یابند. احادیث در خصوص حسین مکرراً منتشر می‌شد و محمدباقر مجلسی در کتاب خود بحارالانوار آن‌ها را جمع‌آوری کرده است.

## بزرگداشت

### زیارات برای حسین
از محمد باقر، امام پنجم شیعه، نقل شده که به علقمة بن محمد چگونگی زیارت نمادین کربلا را آموخته است. بنابر این روایت، محمد باقر به او آموخت که در روز عاشورا رو به سوی کربلا بایستد و «زیارت عاشورا» بخواند و با دعوت از خانواده و دوستان، مجلس عزاداری برپا کند. سفارش به چگونگی برپایی این مراسم چنان است که در این ماتم غرقه شوند. برای خوانندهٔ این زیارت، ثوابی مانند کشتگان کربلا و مؤمنانی که برای زیارت به کربلا می‌روند بیان شده است. این زیارت به‌عنوان یک دعا نیز در نظر گرفته می‌شود در مفاتیح‌الجنان نیز آمده است. برای این زیارت فواید ویژه‌ای بیان شده و ازین‌رو، خواندنش به‌عنوان یک دعای روزانه توصیه شده است. «زیارت وارث» از دیگر زیارات برای حسین بن علی است که از جعفر صادق روایت شده است. در این زیارت، حسین بن علی در جایگاهِ وارثِ آدم، نوح، ابراهیم، موسی، عیسی، محمد، علی بن ابی‌طالب، فاطمه زهرا و خدیجه قرار می‌گیرد. سومین زیارت در این‌باره، «زیارت اربعین» است که سفارش شده در بیستمِ صفر، برابر با چهلمین روز پس از عاشورا، خوانده شود. حسن عسکری در حدیثی، خواندنِ «زیارت اربعین» را یکی از پنج نشانهٔ مؤمن می‌داند. «زیارت اربعینِ» در کتاب‌های دعا به‌روایتِ صَفْوانِ جَمّال از جعفر صادق روایت شده است و با عبارتِ «اَلسّلامُ عَلیٰ وَلیِّ اللهِ و حَبیبِه» آغاز می‌شود. متنِ دیگرِ «زیارت اربعین» با عبارتِ «اَلسّلامُ عَلَیْکُم یا آلَ الله» آغاز می‌شود و روایت شده جابر بن عبدالله انصاری در اربعین خوانده است. متن این زیارت در کتاب‌های دعا، به‌عنوانِ زیارتِ حسین بن علی در نیمهٔ رجب آمده است.

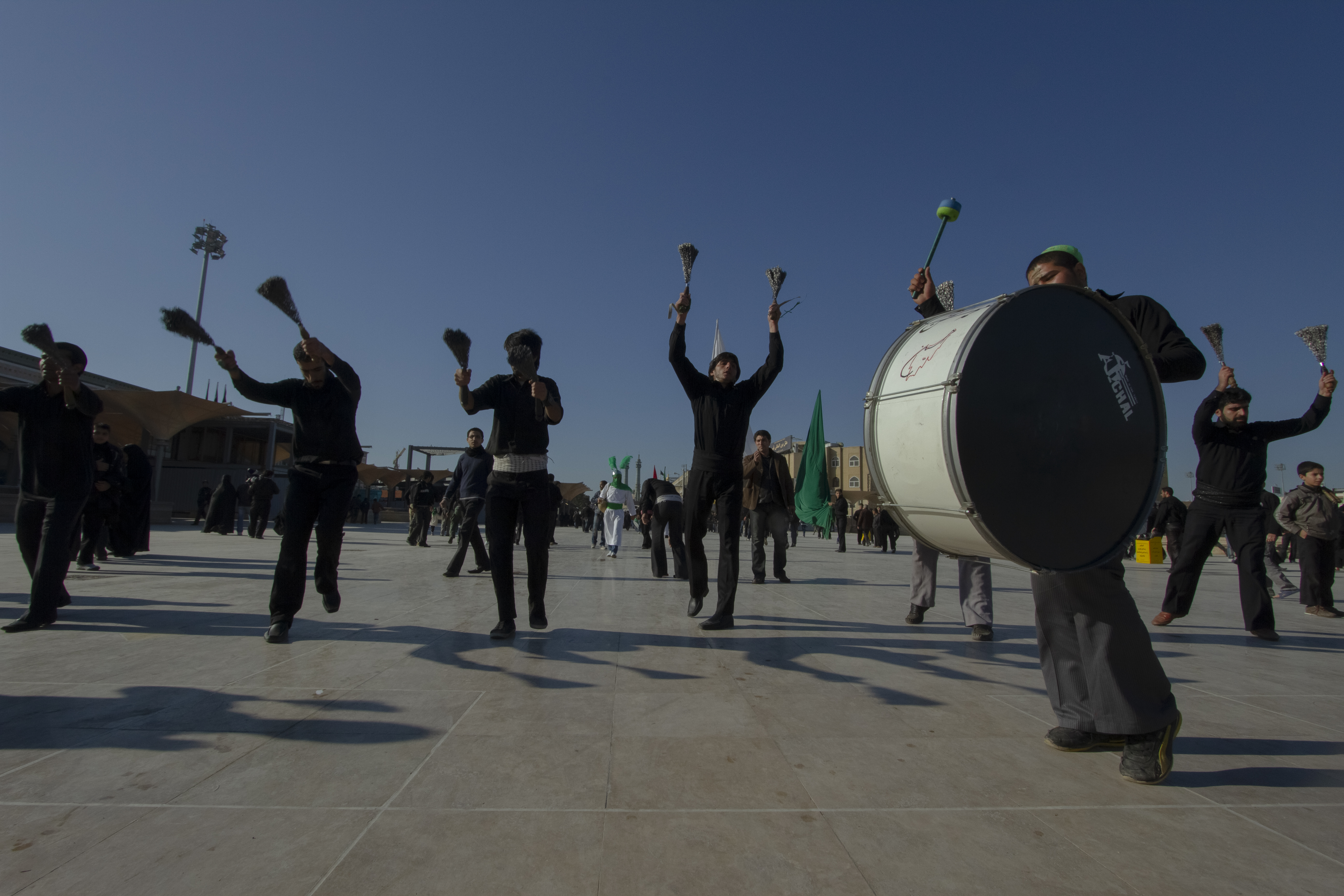
عزاداری مردم در ماه محرم و روز عاشورا در کنار حرم فاطمه معصومه در شهر قم

### سوگواری محرم

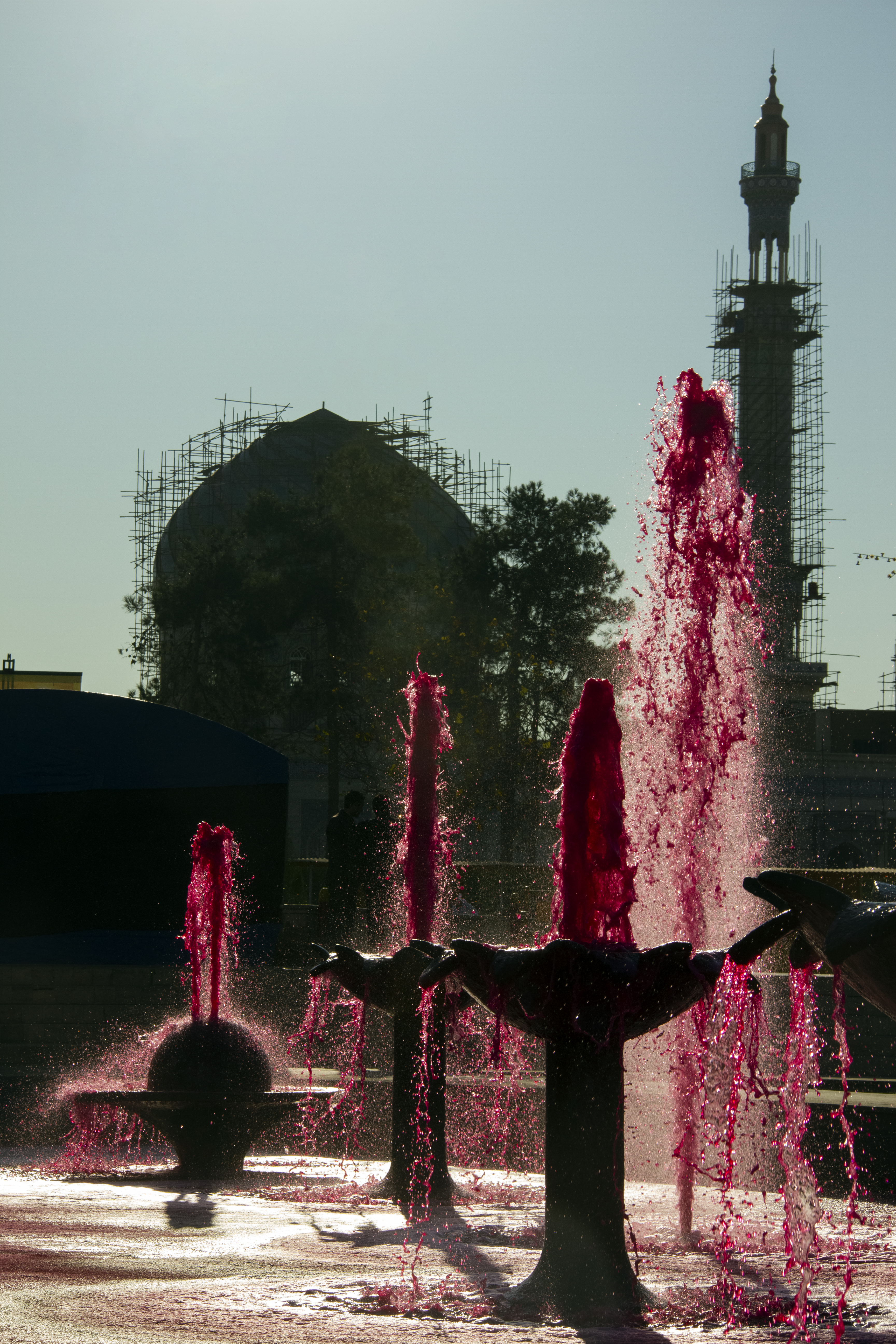
قرمز کردن رنگ آب فواره‌های شهر قم به نشانه عزا و سوگواری در ماه محرم، برای حسین ابن علی

پس از واقعهٔ عاشورا، طولی نکشید که اولین زائران حسین برای یادبود شهادت او مراسم عمومی به راه انداختند. در زمان امامان پنجم و ششم شیعه، محمد باقر و جعفر صادق، کربلا به یک نقطهٔ مهم زیارتی تبدیل شده بود. تا اوایل سدهٔ چهارم هجری، عزاداری برای حسین بن علی، مخفیانه و با توجه به اصل تَقیّه، میان خواصِ شیعه برپا می‌شده است. اما برپایی عزاداری عمومی واقعهٔ عاشورا بیش از هزار سال است که دوام یافته است. مُعِزُّالدُّولهٔ دِیْلَمی در دورهٔ بوییان گرامی‌داشت عمومی عاشورا را در بغداد به‌جا آورد. به‌گزارش دائرةالمعارف بزرگ اسلامی، پس از سقوط آل بویه، با وجود نگاه غیرسخت‌گیرانهٔ برخی حاکمان اهل سنت مانند تیمور به واقعهٔ عاشورا، باز هم به‌خاطر مخالفت حکومت‌ها با شیعیان، عزاداری کم‌وبیش مخفیانه برگزار می‌شد. اما به‌هرحال زمینهٔ عزاداری عاشورا در حکومت تیموری، به‌ویژه در ماوَراءُالنَّهر فراهم آمد. سوگواری‌های محرم با گرایش صفویان به تشیع و رسمی کردن آن در ایران منزلت یافت و به‌ویژه در ماه‌های مُحَرَّم و صَفَر گسترده شد.
در عراق — جدا از زیارت کربلا — آیین‌ها مانند سنت‌هایی است که در ایران اتفاق می‌افتد، اما هیچ اجرای نمایشی وجود ندارد. در لبنان، تعزیه‌خوانی‌هایی تحت تأثیر سنت ایرانی اجرا می‌شود. آیین‌های سوگواری محرم در آسیای مرکزی در اواخر سدهٔ هجدهم میلادی در ترکمنستان، فَرغانه و بُخارا از طریق تأثیر عناصر ایرانی در جوامع معرفی شد. در خانات قفقاز جنوبی این آئین‌ها ویژگی خودزنی دورهٔ صفویه را حفظ می‌کردند؛ و تا حدود زمان انقلاب اتحاد جماهیر شوروی در سال ۱۹۱۷ م، احساسات شدید می‌توانست به‌صورت علنی اجرا شود. در مناطق عثمانی و کردستان، مراسم محرم به مناسک عرفانی متصل بود. قِزِلباش‌ها، بَکتاش‌ها و شَبَک‌ها که مشترکاً ارادت زیادی به امامان شیعه دارند، همگی مراسم عزاداری ویژه‌ای برای حسین برگزار می‌کنند. علاوه بر روزه‌داری، بکتاش‌ها مراسم مذهبی خود را با خواندن حَدیقَةُالسُّعَدای محمد فُضولی همراه می‌کنند. نُصَیْریه مانند ماجرای تَصلیبِ عیسی اعتقاد دارند حسین واقعاً کشته نشده است؛ ازاین‌رو آنها عاشورا را با شادی جشن می‌گیرند. در شبه‌قارهٔ هند اگرچه سنّت‌های محلی به‌مرور زمان اعتقادات و آیین‌های مرتبط را متأثر ساخته‌اند، اما ادبیات مرثیه در زبان‌های بومی مانند اردو، هندی، سِندی و مانند اینها در اصل تحت تأثیر سنت تصوّف ایرانی قرار گرفته است. اعتقاد بر این است که حرکت‌های جمعی با تعزیه (تابوت) — که بازتولیدشدهٔ مقبره حسین است — دارای جنبه‌های ویژه‌ای است؛ باارزش‌ترین‌شان در امام‌باره نگهداری شده‌اند و در پایان مراسم در محل‌هایی به نام «کربلای محلی» دفن می‌شوند. تا اواسط سدهٔ نوزدهم میلادی، این آیین‌های محرم از طریق مهاجران هندی به جزایر ترینیداد و توباگو در حوزهٔ دریای کارائیب راه یافته بود. از زمان تأسیس پاکستان در سال ۱۹۴۷ م، تلاش شده است تا تأثیرات خارجی از آیین‌های محرم حذف شود و احیای عمل خودزنی شدید صورت گیرد.

## در هنر و ادبیات

### آثار ادبی
در نظم و نثر فارسی نامِ حسین بن علی یا مشهورترین کنیه‌اش، «اباعبدالله»، و بعضی القابش، مانند مظلوم کربلا، سیدالشهداء، سالار شهیدان، سرور آزادگان و شاه تشنه‌لبان، یا نام‌های همراه یا در تقابل با او مانند کربلا، عاشورا، شمر و یزید سهم چشمگیری دارد. آثار منثور در این‌باره را می‌توان به دو دستهٔ متون تاریخی و متون عرفانی و ادبی بخش کرد. در دستهٔ اول، که دارای ارزش ادبی نیز هست، گزارش‌هایی از رویداد عاشورا بیان شده که ارزش تاریخی دارد، مانند آثاری از مسعودی، بیهقی، بیرونی، ناصرخسرو، راوندی و حمدالله مستوفی. دستهٔ دومِ آثار منثور، به‌خاطر بیان ادبی فضیلت‌های حسین بن علی و یارانش، بیشتر به شعر نزدیک است و از دیدگاه فلسفی نیز شعر منثور شمرده می‌شوند. آثار کَشفُ‌الْمَحجوب هُجْویری، کَشفُ‌الأسرار و عُدَّةُالأبرار رشیدالدین میبدی، عبدالکریم قُشَیْری، تَذکِرَةُالأُولیاء عطّار، آثار مولوی و فیهِ ما فیه، افلاکی، اسیری لاهیجی، حمیدالدین بلخی، بهاءالدین بغدادی، خواجه نصیرالدین طوسی و بهارستان جامی از این دست هستند. فیلمنامهٔ روز واقعهٔ بهرام بیضایی از اهمّ آثار منثور فارسی دوره معاصر به‌شمار می‌رود، که برمبنای آن فیلمی به همین نام نیز ساخته شده است.
آثار ادبی در حوزهٔ شعر منظوم دربارهٔ حسین بن علی و کربلا را نیز می‌توان به دو دستهٔ دورهٔ متقدمان و دورهٔ متأخران تا عصر حاضر دسته‌بندی کرد. دورهٔ نخست که حکومت‌های غیر شیعی بر ایران فرمانروایی دارند، از سدهٔ چهارم هجری هم‌زمان با رواج شعر دری آغاز می‌شود و تا سدهٔ دهم هجری و برپایی حکومت صفوی ادامه می‌یابد. در این دوره، همه یا اکثریت شاعران شیعه و اهل سنت، هر یک به‌گونه‌ای به حسین بن علی و عاشورا پرداخته‌اند. کسایی مروزی نخستین شاعر این دوره است که مرثیه می‌سراید. پس از او قوامی رازی، سنایی، عطار، مولوی، سیف فرغانی، جامی، خاقانی، کمال‌الدین اسماعیل اصفهانی، سید حسن غزنوی، سعدی، خواجوی کرمانی، سلمان ساوجی، حسن کاشی و ابن حسام خوسفی سروده‌هایی دربارهٔ حسین بن علی و کربلا آفریده‌اند. در دورهٔ دوم با آغاز حکومت صفوی و رسمی شدن تشیع در ایران، سروده‌های مذهبی و عاشورایی رونق یافت. محتشم کاشانی، صائب تبریزی، شهریار از شاعران مطرح در این زمینه هستند. در این دوره برخی شاعران به گزارش شاعرانهٔ عاشورا دست زده‌اند که می‌توان آنان را در دو دستهٔ تاریخ‌گرا و عرفان‌گرا جای داد. تاریخ‌گرایان که اکثریت هستند، به عاشورا از منظر تاریخی نگریسته‌اند. صباحی بیدگلی، عبدالرزاق لاهیجی، فیض کاشانی، جیحون یزدی، محمدتقی بهار، جلال‌الدین همایی و امیری فیروزکوهی از این دسته‌اند. گروه دوم یا عرفان‌گرایان نگاهی عرفانی به عاشورا داشته‌اند. صفی علیشاه، عُمّان سامانی، ملا احمد نراقی، بیدل دهلوی و اقبال لاهوری و هوشنگ ابتهاج از این گروهند.
از آغاز قیام حسین بن علی و واقعهٔ عاشورا، شاعرانِ عرب زبان در آثار خویش آن را حکایت کردند که با توجه به شرایطِ سیاسیِ حاکم بر دوران اموی و عباسی، بسیاری از آنان در تنگنا قرار گرفتند یا تهدید و اذیت و آزار شدند. عُبَیْدُالله بن حُرِّ جُعْفی — که حسین بن علی از او یاری خواست — نخستین کسی است که در حسرتِ همراهیِ وی مرثیه سرود، عُقبَة بن عَمْرو سَهْمی، کُمَیْت اَسَدی، سید اسماعیل حِمْیَری، دِعْبِل خُزاعی، منصور نَمَری، عَبدی کوفی و بسیاری دیگر از شاعرانی هستند که در تنگنای سیاسیِ اموی و عباسی و با خطرات جانی در این زمینه شعر سرودند. عَوْف اَزْدی از تَوّابینی است که در قیامِ تَوّابین کشته شد و در اشعارش پشیمانی به‌چشم می‌خورد. دیکُ الْجِنّ، صنوبری، کُشاجم، ابوفِراس، ابن هانی، از دیگر شاعرانی هستند که در دوران عباسی شعر سروده‌اند. تشکیلِ دولت‌های شیعی سبب شد تا آزادیِ نسبی در سرزمین‌های عربی برقرار شود و زمینه برای بیان مسائلی مانند خونخواهیِ حسین بن علی نیز بیشتر فراهم شود. منصور بن بَسّام بغدادی، ناشِئِ صغیر، سَیِّد رَضیّ، شَریف مرتضی، مهیار دیلمی و اَبُوالْعَلاء مَعَرّی در این دوران شعر سروده‌اند. در نیمهٔ دوم خلافت عباسی، سروده‌های عاشورایی با تهی‌شدن از خونخواهی و مبارزه‌طلبی، شعری اشک‌طلب و دور از مقاومت شد، اما در همین زمان در مغرب که خلافت فاطمیان در جریان بود، خونخواهیِ حسین بن علی شدت یافت. عُمارَة اَلْیَمَنی از این شاعران است. از سدهٔ هفتم تا نهم هجری، به‌آرامی هَجوِ عاملان کربلا به طعن و فرجام‌خواهیِ اُخرَوی بر آنان تبدیل و شاعرانِ اهل سنت نیز به میدان وارد شدند. ابن سَناءُالْمُلک، ابن وَردیِ شافِعی و حسن مَخزومی از این گروهند. از سده‌های دهم تا پایان سدهٔ سیزدهم هجری، تقلید از شعر عرب رواج یافت و بسیاری از فقیهان و عالمانی که در ادبیاتْ تَبَحُّری نداشتند، به این عرصه وارد شدند. مقتل‌خوانی اوج گرفت و پیام‌های عاشورایی به فراموشی سپرده شد. بااین‌همه، کسانی چون مُلّاکاظم اَزْری، سید محمدمهدی بَحرُالْعُلوم، هاشم اَلْکَعبی، سید حیدر حِلّی و محمد نَصّار در این دوران سروده‌های حماسی و احساسی دارند. در عصر حاضر، شعر عاشورایی در اوج خود قرار دارد و بسیاری از شاعران شیعه، سنی و حتی مسیحی در رثای حسین بن علی و واقعهٔ عاشورا شعر سروده‌اند؛ مانند محسن اَبُوالْحُبّ، عبدالحسین جواهر، مهدی اَعْرَجی، زَکیّ اَلْمَحاسِنی، عَبدُالْمُنْعِم اَلْفَرطوسی، بولِس سَلامَة، سَعید اَلْعُسیلی، عبدالله اَلْعَلائِلی. در شعر معاصر ویژگی‌های حسین بن علی مانند هدایت‌گری، شجاعت، ظلم‌ستیزی، ایمان، فریادرسی و الگوی مبارزه بودنش مورد توجه قرار گرفته است. از شاعران این دوران می‌توان از محمد اَلسَّماوی، محمد کامل عاملی، مصطفی جمال‌الدین، عبدالقادر اَلنّاصری، ادوار مرقص، هادی کاشِفُ‌الْغِطاء، احمد دَحْبور، یَحییٰ عبدُالْاَمیر اَلشّامی، آدونیس، مُظَفَّر نَوّاب، قاسم حَدّاد، عبدالرَّحمن شَرقاوی، محمد عفیفی، نَزار قَبّانی، اَمَل دُنْقُل، جواد جمیل و بَدْر شاکر سَیّاب نام برد.
تعزیهٔ حسن و حسین لوئیس پلی از آثار ادبیات انگلیسی قرن نوزدهم است که به زندگی حسین و برادرش پرداخته است.
از شاعران ترک‌زبان که در رثای حسین بن علی سروده‌ها دارند می‌توان بیضای اردبیلی و عباسقلی یحیوی و رحیم منزوی اردبیلی و عاصم کفاش را نام برد.

### آثار تجسمی

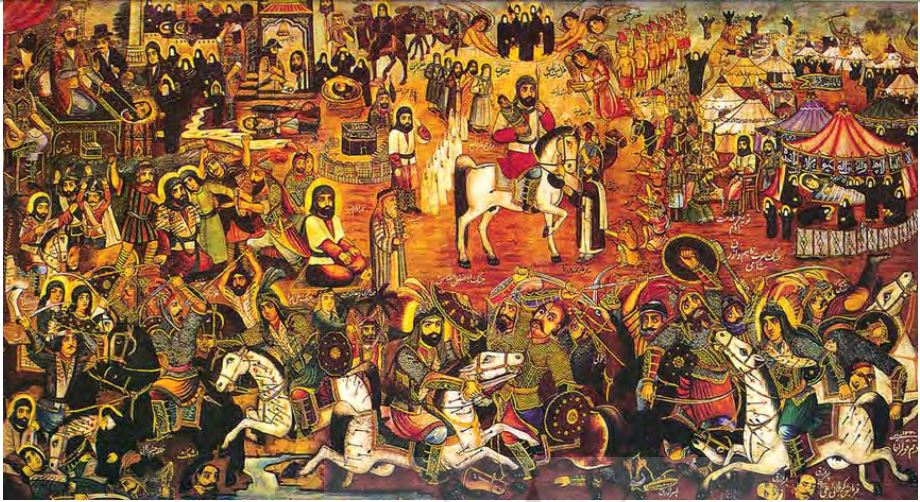
پرده معروف مصیبت کربلا در سبک نقاشی قهوه‌خانه‌ای اثر حسین قوللرآغاسی در سال ۱۳۳۰

در زمینهٔ هنرهای تجسمی و نمایشی، حسین بن علی و واقعهٔ عاشورا بسیار مورد توجه قرار گرفته است. عاشورا از موضوعات اصلی در نقاشی قهوه‌خانه‌ای است که از عصر صفوی تاکنون جریان داشته و اوجش در دورهٔ قاجار نمود یافته است. این آثار در بناهای معماری و کاشی‌کاری نیز تجلی یافته است. آثار خوشنویسیِ بسیاری نیز با توجه به آثار ادبی مانند ترکیب‌بند محتشم آفریده شده است. از مشهورترین آثار در زمینهٔ هنرهای تجسمی و نقاشی، نقاشیِ عصر عاشورا اثر محمود فرشچیان است. هنرِ شمایل‌نگاری نیز از دیگر زمینه‌های هنری است که اثرپذیرفته از شخصیت‌های مذهبیِ شیعه همچون حسین بن علی و عباس بن علی است. این شمایل‌ها با آنکه از باورهای عامیانه و نیز سلیقه‌های شخصیِ نقاشان و نیازهای جامعه اثر پذیرفته‌اند، اما بیش از آن، از روایاتِ نقل‌شده در این زمینه متأثرند. از نظر فقهای شیعه، هتک حرمتِ این تمثال‌ها و شمایل‌ها — با وجود نداشتن سندِ معتبر — جایز نیست.

### آثار نمایشی

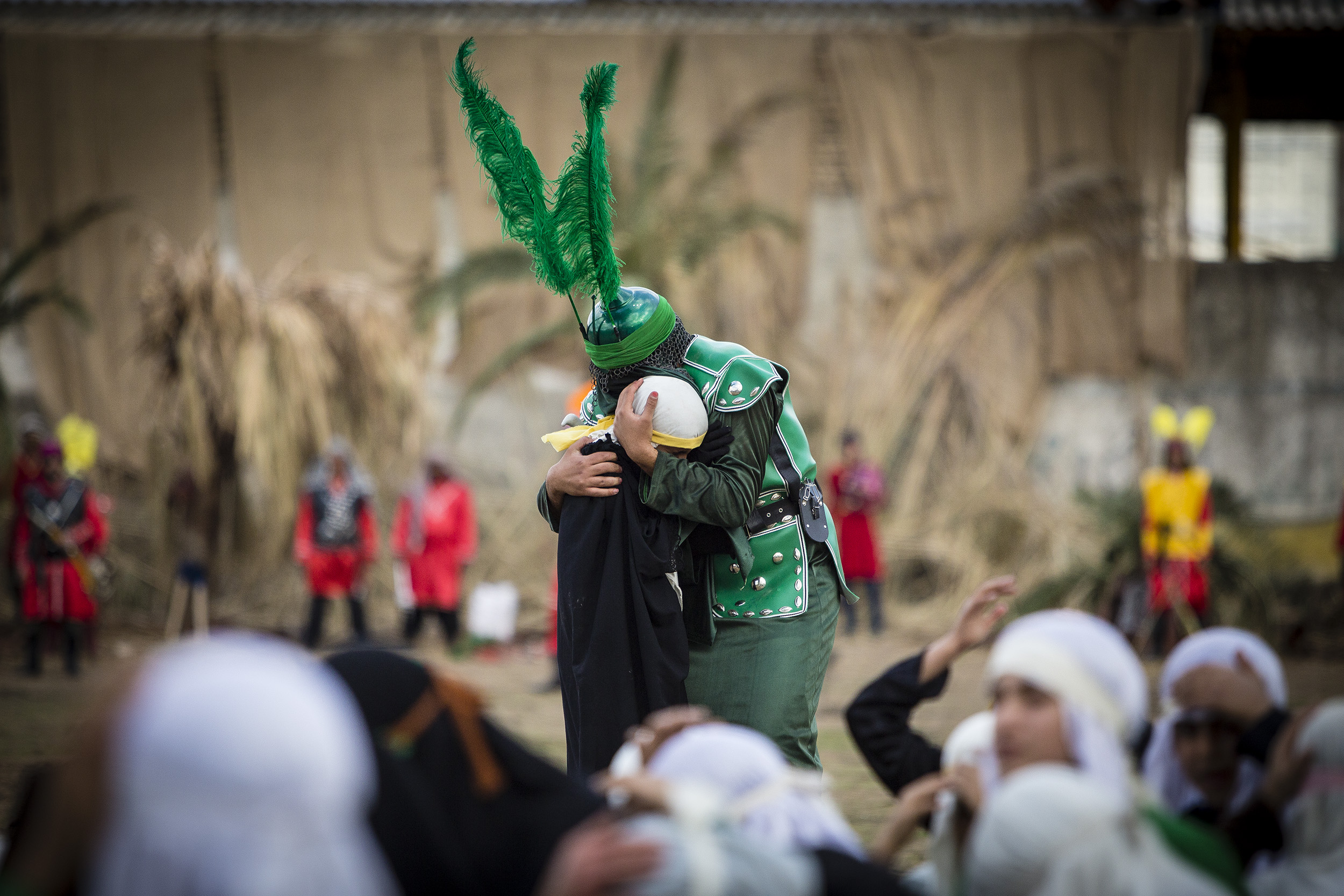
صحنه‌ای از یک نمایش تعزیه

تَعزیه‌خوانی شیوه‌ای نمایش آیینی–مذهبی است که در ارتباط با سوگواری حسین بن علی به‌تدریج در میان شیعیان ایران شکل گرفته است. این شیوه، در ابتدا نوعی شبیه‌گردانی برای خاندان حسین در دسته‌های عزاداری بوده و سپس به‌صورت یک نوع نمایشِ مستقل درآمده است. نخستین گزارش‌های معتبر از این شیوهٔ نمایش مربوط به دورهٔ صفویه است. از اواخر این دوره، تعزیه به شکل امروزی، درآمده است.
در سدهٔ دوازدهم و سیزدهم هجری، عزاداری گسترش یافت و تعزیه و شبیه‌سازی (شبیه‌خوانی) نیز رونق گرفت که هم نتیجهٔ جریان فرهنگی روضةالشهداء و هم متأثر از سیاست‌های حکومت قاجار بوده است.

### زندگی‌نامه
در سده‌های نخست هجری، روایت زندگی حسین بن علی نظیر دیگر اهل بیت رایج بوده است. بعضی از این آثار، به حسین بن علی اختصاص دارند. بعضی دیگر، شرح‌حال وی را به‌همراه دیگر پیشوایان و بزرگان شیعه بیان کرده‌اند؛ از جمله مَقاتِلُ الطّالِبیین اثر محمد بن علی بن حمزه علوی (د. ۲۸۷ ه‍.ق)، مَقاتِلُ الطّالِبیین اثر ابوالفرج اصفهانی (د. ۲۸۹ ه‍.ق) و اَلْمُبَیَّضَة اثر ابوالعباس بن عمار ثقفی (د. ۳۱۹ ه‍.ق). پس از آن، زندگی‌نامه‌نویسی با رویکرد مذهبی و کلامی رواج یافت؛ نظیر شَرحُ الْأخبار اثر قاضی نعمان (د. ۳۶۳ ه‍.ق) فقیه اسماعیلی، تُحَفُ الْعُقول اثر ابن شعبه حرانی (د. ۴۱۳ ه‍.ق)، اَلْإرشاد اثر شیخ مفید (د. ۴۱۳ ه‍.ق) با تمرکز بر موضوعات کلامی امامیه، نُزهَةُ النّاظِر اثر حُلوانی (سدهٔ پنجم هجری)، فَرائِدُ السِّمْطَیْن اثر امام الحرمین جوینی (د. ۴۷۸ ه‍.ق) متکلم اشعری، اَلإحتِجاج اثر احمد طبرسی با تمرکز بر مباحثات و مناظرات، اَلْخَرائِجُ وَ الْجَرائِح اثر قطب‌الدین راوندی (د. ۵۷۳ ه‍.ق)، مَناقِبُ آلِ ابی‌طالب اثر ابن شهرآشوب (د. ۵۸۸ ه‍.ق) با تمرکز بر مناقب و کرامات، کَشْفُ الْغُمَّة فی مَعرِفَةِ الأئِمَّة اثر علی بن عیسی اِربِلی (د. ۶۹۲ ه‍.ق)، اَلْأئِمَةُ الْإثنیٰ عَشَر اثر ابن طولون (د. ۹۵۳ ه‍.ق) فقیه حنفی و سُبُلُ الْهُدیٰ اثر محمد بن یوسف صالحی شامی (سدهٔ دهم هجری). ابن عساکر در تاریخ دمشق بخش مفصلی را به زندگی‌نامهٔ حسین بن علی اختصاص داده است. شیخ مفید بخش عمده‌ای از کتاب اَلْإرشاد خود را به زندگی و قتل حسین بن علی اختصاص داده است و به گفتهٔ متیو پیرس، همین موضوع بر سودمندی کتاب الارشاد برای رهبران مذهبی افزوده است.

### مقتل‌ها، مزار و مرثیه

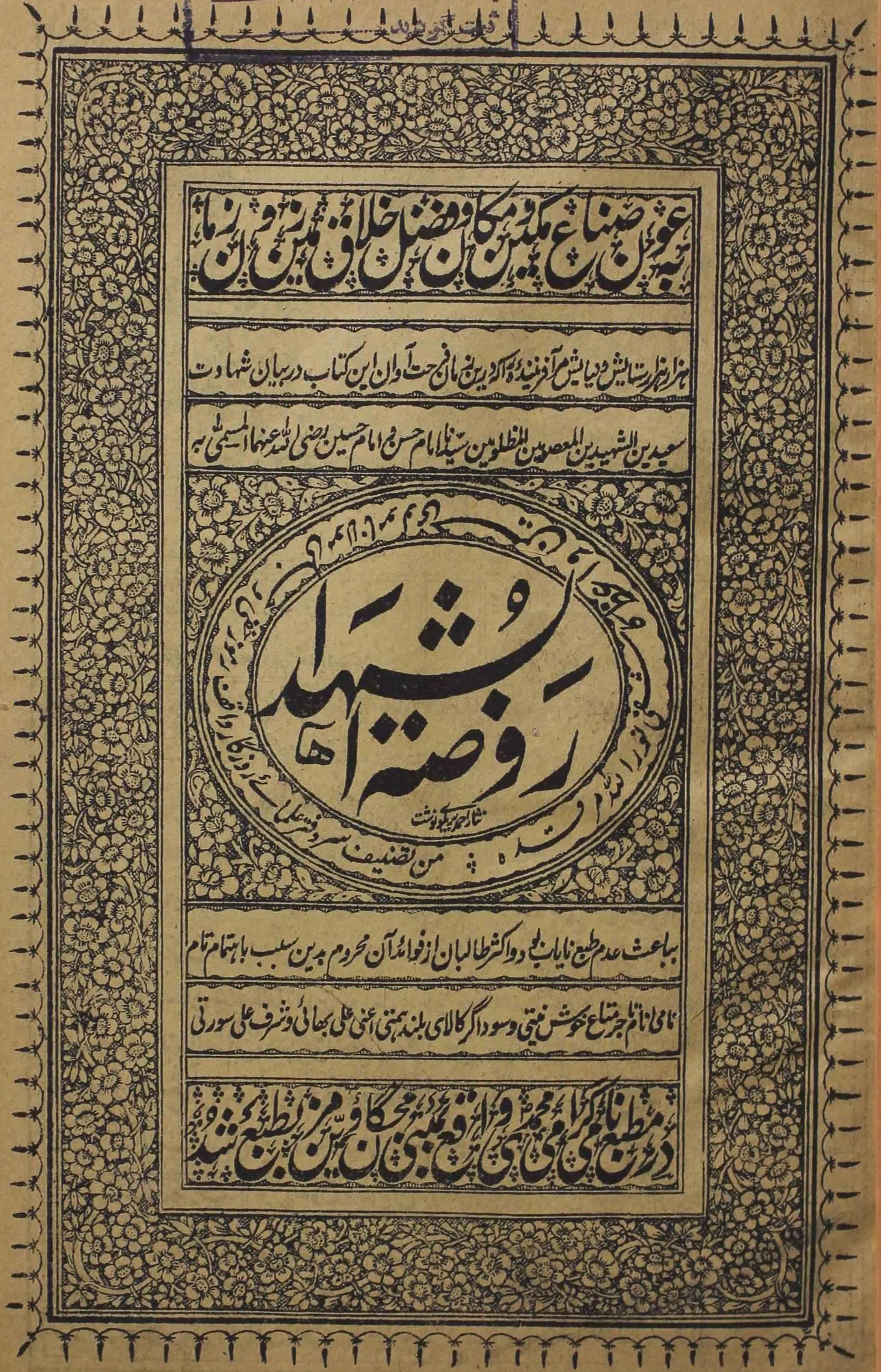
نگاره‌ای از جلد کتاب روضة الشهداء. این کتاب مقتلی است نوشتهٔ حسین واعظ کاشفی که به‌سال ۹۰۸ ه‍.ق تألیف شد و بخش اعظم آن به سرگذشت حسین بن علی و وقایع کربلا می‌پردازد.

مقتل الحسین، یا اختصاراً «مقتل»، به معنای کشتن‌گاه حسین نام دسته‌ای از کتاب‌هاست که رویدادهای نبرد کربلا و کُشته‌شدن حسین بن علی در آن شرح داده شده است. رسول جعفریان پنج مقتل را، که در قرن دوم تا اوایل قرن چهارم هجری نوشته شده‌اند، از منابع اولیهٔ قابل توجه می‌داند. این مقتل‌ها را اَبومِخْنَف، ابن سعد، بَلاذُری، دینوَری و ابن اعثم نوشته‌اند. از کهن‌ترین مقتل‌های دست اول، مقتل‌الحسین جابر بن یزید جُعْفی (د. ۱۲۸ ه‍.ق)، از اصحاب محمد باقر و جعفر صادق است. شاگرد جابر جعفی، ابومخنف (د. ۱۵۷ ه‍.ق)، با گردآوری تمام اقوال و روایات بدون دخیل کردن رویکرد مذهبی، مقتلی را نگاشت که به‌جهت دقت و صحت در نقل مطالب، مورد اعتماد مورخان بعدی قرار گرفت. این اثر، کهن‌ترین منبع تاریخیِ دست اولِ در دسترس است که به‌طور تقریباً کامل از دو طریق کتاب تاریخ طبری و کتاب اَلْاِرشاد شیخ مفید روایت شده است.
به‌جز نسخهٔ خطی از کتاب ابومخنف که در برلین نگهداری می‌شود و لئورا وچا ولیری آن را تماماً معتبر نمی‌داند، مهم‌ترین منابع در این زمینه، طبری و بلاذری هستند. روایات طبری در این زمینه به سه دسته تقسیم می‌شوند:
1. روایاتی که در کتاب ابومخنف (د. ۱۵۷ ه‍.ق) و از شاهدان عینی واقعه نقل شده‌اند.
2. روایات متعددی که از هِشام بن محمّد کَلْبی نقل شده و او نیز اکثراً از استادش، ابومخنف نقل کرده است.
3. روایاتی از محدثان دیگر که اکثراً اطلاع مهمی به‌دست نمی‌دهند.

بلاذری همان منابع طبری را به‌کار گرفته، اما آن‌ها را خلاصه کرده است. او آن روایت‌ها را بزرگ‌نمایی می‌داند و علاوه بر آنان روایت‌های دیگری نیز دارد؛ ولیری بر این باور است که تاریخ‌نگاران دیگر مانند دینوری، یعقوبی، ابن عبد رُبَیْحه و غیره، اطلاع خاص دیگری به دست نمی‌دهند؛ چون روایت‌هایشان را از ابومخنف گرفته‌اند. شیعیان آثاری را معتبر می‌دانند که مؤلفان‌شان گرایش‌های شیعی دارند. بیشتر این روایت‌ها از اثر شیخ مفید سرچشمه گرفته‌اند که مبتنی بر روایت ابومخنف است. در سدهٔ سوم هجری، مقتل‌نویسی با رویکرد اِخباری ادامه یافت؛ یعقوبی و طبرانی به بیان حوادث کربلا پرداختند و ابواسحاق نهاوندی (د. ۲۶۹ ه‍.ق)، ابراهیم بن محمد ثقفی (د. ۲۸۳ ه‍.ق) و محمد غَلّابی (د. ۲۹۸ ه‍.ق) نیز، برای نمونه، به مقتل‌نویسی با این رویکرد پرداختند.
در سدهٔ چهارم هجری، به‌سبب دسترسی راحت‌تر به روایات و نیز تشدید جهت‌گیری‌های مذهبی و کلامی، مقتل‌نویسی اِخباری جای خود را به بیان مباحث اعتقادی دربارهٔ کشته شدن حسین بن علی داد که برای نمونه می‌توان از خِصال اثر شیخ صدوق (د. ۳۸۱ ه‍.ق) نام برد. در این دوره آثاری تحت عنوان زیارة یا مزار ابی‌عبدالله الحسین، دربارهٔ فضیلت عزاداری، گریستن و زیارت قبر حسین تألیف شد؛ نظیر آثار عبیدالله بن ابی‌زید انباری (د. ۳۵۶ ه‍.ق)، محمد بن عباس غاضری و ابُوالْمُفَضَّل شیبانی (د. ۳۸۷ ه‍.ق). معروف‌ترین اثر از این زمره کامِلُ الزّیارات اثر ابن قولِوَیْهْ (د. ۳۶۹ ه‍.ق) است. حتی در میان غیرشیعه نیز ابواسحاق اسفراینی (د. ۴۱۸ ه‍.ق) به این موضوع پرداخته است.
در سده‌های بعد، آثار این حوزه متأثر از نوشته‌های سدهٔ چهارم بوده است. ازجمله آثار مطرح سده‌های بعد، مَقتَلُ الْحُسَیْن اثر مُوَفَّق بن احمد خوارزمی (د. ۵۶۸ ه‍.ق) از حنفیان مایل به شیعه است. در سدهٔ هفتم هجری نیز اثر مشهور لُهوف توسط سید بن طاووس (د. ۶۶۴ ه‍.ق) با رویکرد مرثیه بر حسین بن علی نگاشته شده است. در همین زمان، اهل سنت نیز آثاری نظیر دُرَرُ السِّمط فی خَبَرِ السِّبط را در مرثیه بر حسین بن علی نگاشته‌اند. در قرن هفتم هجری، روایت‌های ساختگی و رمانتیک به شرح مقتل اضافه شد. این اغراق‌ها و روایت‌های ساختگی توسط ابن کثیر مورد نکوهش تندی قرار گرفت.
در سدهٔ نهم و دهم هجری فارسی‌نویسی در مجالس مذهبی رونق یافت و استقرار صفویه نیز آن را تشدید کرد. ازجمله آثار این دوره، رُوضَةُالشُّهَداء اثر حسین واعظ کاشفی (د. ۹۱۰ ه‍.ق) است که در اواخر عصر تیموری برای مجالس عزاداری حسین بن علی نگاشته شد و مطالب آن فاقد سند است. این اثر به‌منظور شوراندن و پروراندن احساسات شنوندگان تألیف شده است و نقطهٔ عطفی در عزاداری به زبان فارسی به‌شمار می‌رود. این اثر جریانی ادبی را در ادبیات فارسی ایجاد کرد که تاکنون تداوم یافته است؛ به‌طوری که مفهوم روضه و روضه‌خوانی با این اثر وارد ادبیات و فرهنگ فارسی‌زبانان شده است. در سدهٔ دهم، حسین ندایی یزدی نیشابوری روضةالشهداء را به نظم درآورد و پس از محمد فضولی (د. ۹۷۰ ه‍.ق) با تألیف حَدیقَةُالسُّعَداء آن را به ترکی آذربایجانی ترجمه کرد. همچنین محتشم کاشانی (د. ۹۹۶ ه‍.ق) با سرودن ترکیب‌بند با مطلع «باز این چه شورش است»، مرثیه‌سرایی منظوم را متحول ساخت.

### آثار معاصر
در دورهٔ معاصر، با قوت گرفتن حرکت‌های انقلابی و اصلاحی در جهان اسلام، قیام حسین بن علی دستمایهٔ آثاری روشنگرانه از این سنخ شد. ازجمله اَلْحُسَیْن، اَبُوالشُّهَداء اثر عباس محمود عقاد با رویکردی جریان‌نگر و ثَورَةُ الْحُسَیْن فِی الْوجدانِ الشَّعبی اثر محمدمهدی شمس‌الدین با اطلاق کلمه «ثوره» (انقلاب) به حرکت حسین و نَهضَتُ الْحُسَین اثر هِبَةُالدّین حسینی شهرستانی به زبان عربی نگارش شد. همچنین در ایران آثاری چون شهید جاوید اثر نعمت‌الله صالحی نجف‌آبادی با رویکرد قیام برای تشکیل حکومت و حسین وارث آدم اثر علی شریعتی با تأکید بر خون شهید در آغازگری حرکت انقلابی مردمی تأکید کرده است. مرتضی مطهری نیز در تحریفات عاشورا و حماسهٔ حسینی به رویکرد پیرایش تحریف و خرافه و الگوگیری از قیام حسین پرداخته است. پس از انقلاب ایران نیز آثار فراوانی با مضمون قیام حسین بن علی برای مبارزه با جور ظالم تدوین شده است؛ از جمله دائرةالمعارف موضوعی با عنوان دائرةالمعارف الحسینیه اثر محمدصادق محمد کرباسی و فرهنگ عاشورا از جواد محدثی در این زمره است.
یک جریان دیگر با هدف پیرایش تحریف و خرافه از عزاداری در سده‌های اخیر شکل گرفته است. منتقدانی نظیر مرتضی مطهری در کتاب حماسهٔ حسینی می‌گویند که نبرد کربلا در برخی از منابع به‌خصوص کتاب‌هایی نظیر روضةالشهداء اثر حسین واعظ کاشفی، مُحْرِقُ الْقُلوب اثر مهدی نراقی، و اَسرارُ الشَّهادَة اثر فاضل دربندی که در سده‌های اخیر برای مجالس روضه و عزا نوشته شده، به‌شدت دچار تحریف شده است.

## سال‌شمار
سال میلادی
سال میلادی
توضیحات
- مقیاس نمودار در ردیف نخست با مقیاس ردیف دوم (مرتبط با حجت بن الحسن) یکسان نیست.